# История Южной Каролины

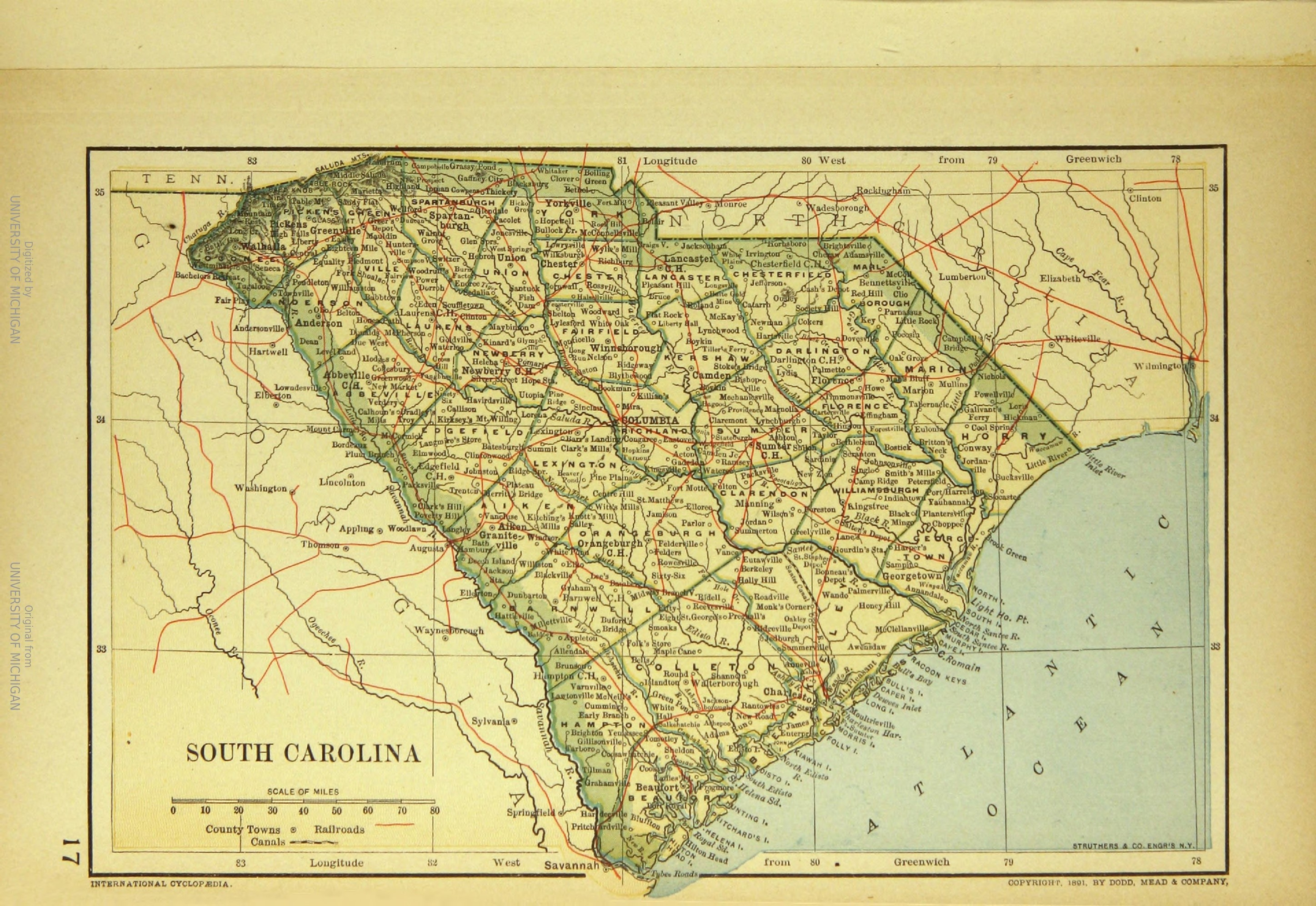
Карта Южной Каролины 1894 года

Письменная история Южной Каролины начинается в XVI веке, когда эта земля была обнаружена экспедицией Эрнандо де Сото. В 1663 году английский король особым грантом даровал земли к югу от колонии Вирджиния восьми «лордам-собственникам», которые основали Колонию Каролина. В 1670 году первые поселенцы прибыли в устье реки Эшли и основали там поселение Чарлз-Таун. В 1712 году провинция была разделена на провинцию Северная Каролина и провинцию Южная Каролина. В 1719 году, после восстания против лордов-собственников, эта территория стала коронной колонией. В 1765 году Южная Каролина присоединилась к другим колониям в их протесте против Гербового акта, а в 1776 году южнокаролинцы сформировали своё временное правительство. В годы Войны за независимость около 200 сражений произошло на территории этого штата. 23 мая 1788 года Южная Каролина стала 8-м штатом, который ратифицировал Конституцию США.
С самого начала экономика штата базировалась на производстве хлопка, риса, индиго и табака, что, в свою очередь, было тесно связано с использованием рабского труда. Основные плантации были сконцентрированы на приморских низинах, что привело к доминированию прибрежных плантаторов в политике штата. Всю первую половину XIX века Южная Каролина вместе с Вирджинией были ведущими штатами американского Юга. Политики штата боролись против федеральных тарифов в 1830-х годах и добивались распространения рабства на вновь присоединённых территориях. Когда в 1860 году президентом стал республиканец Линкольн, в штате начались протесты против федеральной власти и в итоге в декабре 1860 года Южная Каролина первой вышла из состава Союза. В феврале 1861 года она присоединилась к Конфедеративным Штатам Америки.
Гражданская война в США началась в апреле 1861 года с обстрела форта Самтер в чарлстонской гавани. Война разорила экономику штата, который стал одним из беднейших в стране. После завершения войны штат пережил период Реконструкции (1865—1877); гражданское правительство было ликвидировано, рабы получили свободу и право голоса, а бывшим военнослужащим Конфедерации было запрещено занимать административные должности. К 1880 годам демократам удалось вернуть власть в штате, и постепенно была введена политика сегрегации. После 1890 года почти все чернокожие жители штата лишились права голоса. Система образования была весьма слабой, большинство населения жило на фермах и занималось сельским хозяйством. Индустриализация штата началась только в 1930-х годах по программе Нового курса и продолжилась в годы Второй мировой войны. В 1960-х в Южной Каролине началась борьба за гражданские права, но она прошла мягче, чем в других штатах Глубокого Юга. Сегрегация была прекращена, а чернокожие снова получили право голоса, но при этом жители штата разочаровались в политике Демократической партии и начиная с 1964 года регулярно голосовали на президентских выборах за кандидатов-республиканцев.

## Доколониальная история
К моменту появления первых европейцев коренные американцы населяли территорию Южной Каролины уже примерно 14500 лет. Первые люди (палеоиндейцы) появились здесь ещё около 13 000 года до н. э., когда ледник покрывал часть континента, и на побережье водились мамонты, мастодонты, гигантские черепахи и бизоны. Климат Южной Каролины того времени был холоднее и напоминал климат штата Нью-Йорк в наше время. В то время человек пользовался только грубо обработанными камнями и орудиями из костей. Через 3000 лет, в конце плейстоцена, уже использовались копья. Из-за сырого климата и солёных почв в штате сохранился только один вид археологического материала: каменные орудия. Они в основном найдены частными лицами, и лишь небольшое количество собрано профессиональными археологами в ходе организованных раскопок.
Во время Архаического периода (8000-1500 лет до н. э.) климат изменился, появились густые леса, животные стали мельче, и появились первые временные поселения. После 2500 года в регионе у реки Саванна появилась первая керамика на Североамериканском континенте, из-за чего эту реку называют «колыбелью технологической цивилизации». Самая древняя керамика обнаружена на археологическом объекте Сталлингс-Айленд. В этот же период были одомашнены первые растения и появилось первое рудиментарное сельское хозяйство.

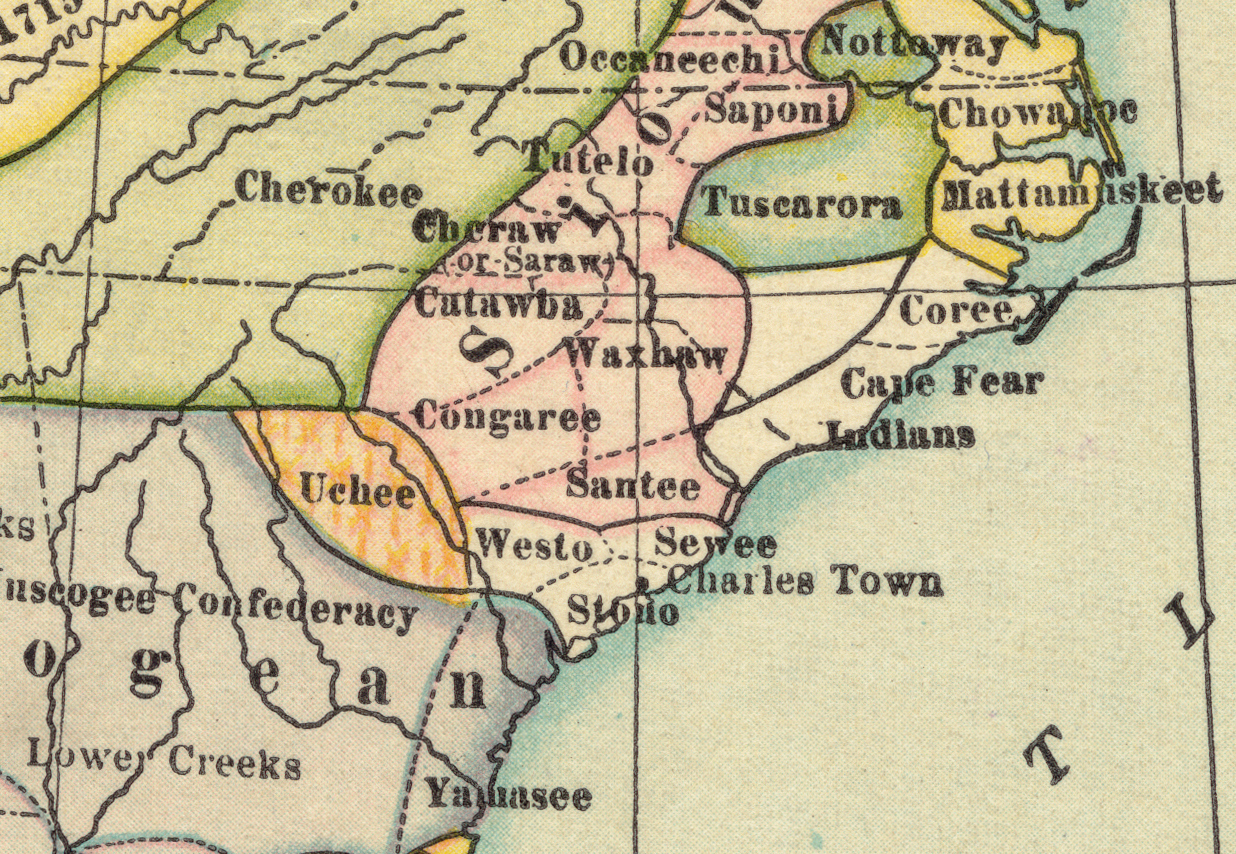
Индейцы Южной Каролины к началу XVIII века.

Около 1000 года до н. э. наступил Вудлендский период, когда человек перешёл к оседлости, научился выращивать тыкву и кукурузу, помимо копья, появились луки и стрелы, а керамика стала более сложной. Около 1150 года с запада пришли носители Миссисипской культуры, которые стали строить укреплённые поселения для защиты от местных жителей-вудлендцев. Миссисипцы создали протогосударственное образование Кофитачеки столица которого сейчас известна как городище Малберри-Маунд в округе Кершо. Остальную территорию занимали потомки вудлендцев: алгонкины, ирокезы, сиу и маскоги. Сиу жили к востоку от реки Катоба и севернее реки Санти, маскоги южнее Санти и по побережью до Саванны, ирокезы на западе штата, а алгонкины по реке Саванна между ирокезами и маскоги. Предположительно, в регионе обитало около 40 племён, но к моменту появления европейцев многие уже вымерли. Когда первые европеец, Эрнандо де Сото, посетил столицу Кофитачеки в 1540 году, он увидел несколько поселений, вымерших от эпидемий двумя годами ранее. К 1600 году индейцев насчитывалось около 15000, и соответственно, до появления европейцев их было больше, от 17000 до 30000.
Несколько разрозненных племён сиу-язычных индейцев в верховьях реки Катоба в 1715 году были названы европейцами словом «катоба», и через 30 лет они сами приняли это название. Это племя увеличивалось, включая в себя тех, кто уходил с побережья, и постепенно, объединяясь в борьбе с белыми поселенцами и с ирокезами, они сформировали племя Катоба. Им удалось выжить несмотря на все войны и эпидемии.

### Первые исследования
В 1514 году испанский плантатор Лукас Васкес де Айллон отправил разведчика на Атлантическое побережье, а в 1521 году послал туда целую экспедицию, которая высадилась на побережье современной Южной Каролины, заманила на корабль несколько индейцев и увезла их на Испаньолу, где они были проданы в рабство. Один из них был крещён под именем Франсиско де Чикора, выучил испанский, а в 1523 году вместе с Айллоном посетил Испанию, где был принят при дворе и рассказал о своей родине. Под впечатлением рассказов Чикоры король дал Айллону грант на исследование земель к северу от Флоридского полуострова. В 1525 году Айллон отправил ещё одну экспедицию, которая в день Святой Елены обнаружила подходящий участок земли, и Айллон послал ещё одну, более крупную экспедицию, в 600 человек, которая основала поселение Сан-Мигель-де-Гваделупа. Но место оказалось нездоровым, многие колонисты умерли от лихорадки, сам Айллон умер от неё в октябре 1526 года, а затем взбунтовались привезённые рабы. Оказавшись под угрозой голодной смерти, колонисты решили вернуться на Испаньолу, но многие погибли от холода на обратном пути и только 150 человек смогли вернуться домой. Тем не менее, эта колония стала исторически первой европейской колонией на территории современных США.

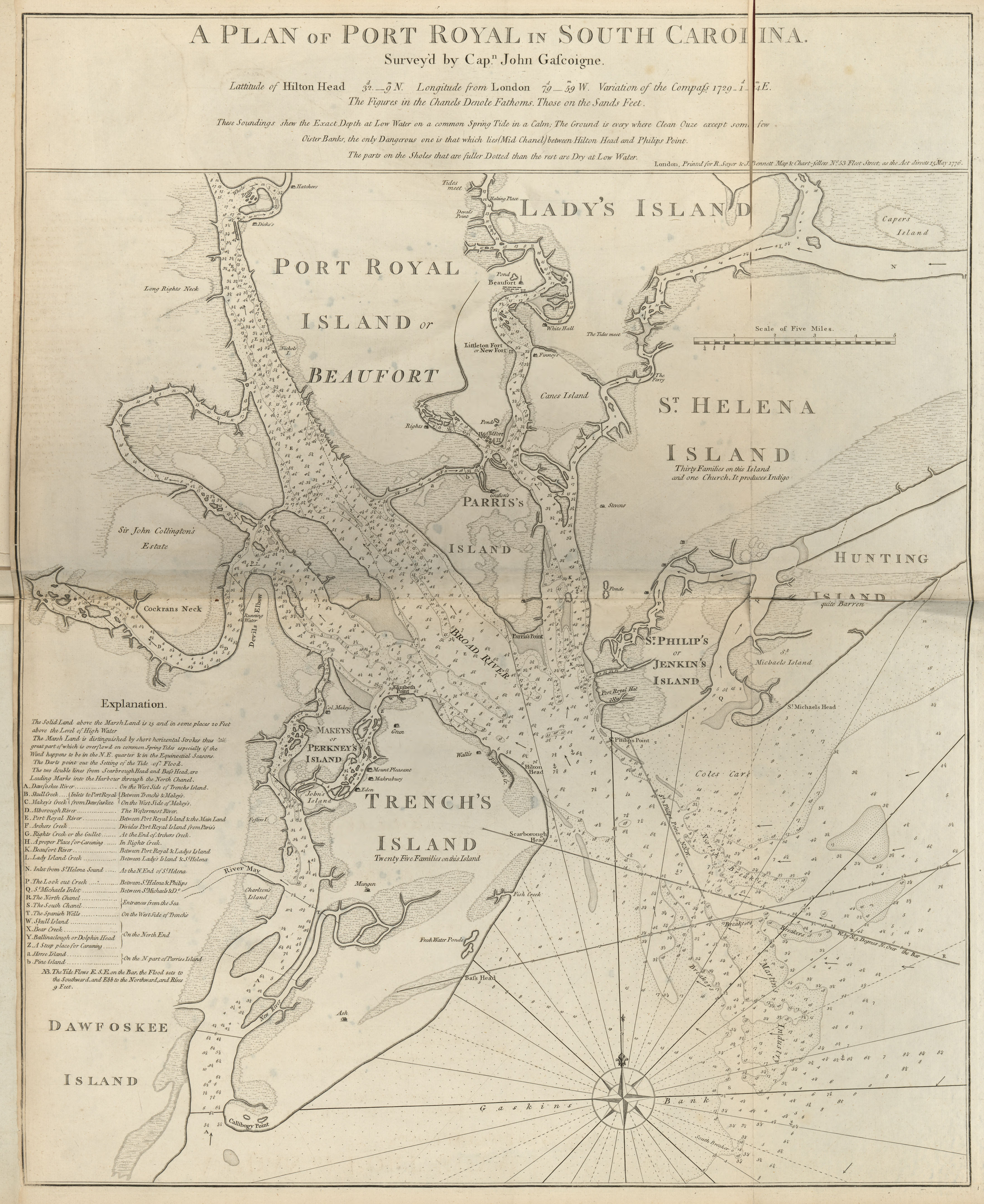
Порт-Рояль-Саунд и остров Паррис (карта 1777 года)

Несмотря на неудачу первой попытки Испания продолжала исследования: в 1540 году экспедиция Эрнандо де Сото отправилась на север от Флориды, перешла реку Саванна, вышла к реке Уотери и обнаружила столицу области Кофитачеки. Пробыв там две недели, де Сото отправился дальше на север, в современную Северную Каролину, где повернул на запад и ушёл за Аппалачи. Уже эта экспедиция заметила среди индейцев признаки эпидемий, занесённых, вероятно, колонистами Айллона. В 1559 году король Филипп II приказал основать поселение, названное им Пунта де Санта Елена на территории современной Южной Каролины. В те годы испанские галеоны из Мексики шли в Гавану, а оттуда на север мимо Флориды, где поворачивали на восток, поэтому база на атлантическом побережье могла быть полезна. Предполагалось транспортировать товары до неё по суше, и там перегружать на галеоны, избегая, таким образом, опасных карибских пиратов. В 1561 году экспедиция Анжело де Виллафанье прибыла в залив Порт-Рояль-Саунд, но была почти уничтожена ураганом. Между тем свои попытки колонизации начала Франция: адмирал Гаспар де Колиньи отправил экспедицию под командованием Жана Рибо, которая основала на острове Паррис-Айленд укрепление Шарльфор. Оставив там гарнизон, Рибо отправился во Францию за подкреплениями, но не смог вернуться обратно, поэтому гарнизон переправился в Европу самостоятельно, едва не погибнув по пути.
В 1564 году испанцы прибыли в Порт-Рояль-Саунд и уничтожили остатки французского форта. В том же году испанцы основали укрепление Сент-Огастин, которое стало базой для исследования земель к северу. В 1566 году Педро Менендес де Авилес восстановил поселение Санта-Елена и построил форт Сант-Филипе. Это поселение ненадолго стало столицей Флориды. В 1566 и 1567 году Хуан Пардо организовал две экспедиции, надеясь найти сухопутный путь в Мексику. Они добрались до гор на западе Северной Каролины и основали там несколько укреплений, судьба которых неизвестна. В колонии Санта-Елена к 1569 году жило 327 человек, и она держалась, несмотря на набеги индейцев, эпидемии, и нехватку продовольствия. Но в 1576 году началась крупная война с индейцами (Война Эскамаку), и в июле того года форт был эвакуирован. В том же году французы основали своё поселение неподалёку, но в этот раз колонисты погибли от болезней и нападений индейцев. В 1577 году испанцы основали на том же самом месте форт Сан-Маркос, а через несколько лет восстановили поселение Санта-Елена. На этот раз город быстро развивался и в 1580-х в нём было уже 40 домов, церковь и таверна. Колонизация шла успешно, но в 1586 году Фрэнсис Дрейк сжёг Сент-Огастин, что заставило Испанию сократить количество поселений. 16 августа 1687 года Санта-Елена была разрушена и покинута испанцами. В 1585 году англичане основали колонию Роанок на побережье к северу, но и эта колония вскоре бесследно исчезла.

### Британская колонизация
Неудача с колонией Роанок не остановила англичан, и они продолжали попытки колонизации Нового Света. В 1624 году появилась колония на острове Сент-Кристофер, а в 1627 году на Барбадосе. Именно Барбадосская колония станет образцом для последующих колоний на Ямайке и в Южной Каролине. В 1629 году король Карл I выдал сэру Роберту Хету грант на колонизацию атлантического побережья вплоть до реки Сент-Мэри. Но Хет так и не смог основать колонию, продал права на неё, но и новый владелец гранта ничего не достиг. Впоследствии началась Английская революция и один из роялистов, Джон Коллетон, бежал на Барбадос. В 1660 году, после Реставрации, он вернулся в Лондон и предложил группе дворян заняться колонизацией американского берега. 24 марта 1663 года король Карл II выдал грант этим дворянам, которых в документе назвал «лордами-собственниками». Однако, только в 1669 году была отправлена первая экспедиция на кораблях Carolina, Port Royal и Albemarle. Они прибыли на Барбадос, где разбился Albemarle, который заменили на шлюп The Three Brothers. Но только Carolina добралась до американского берега и 15 марта бросила якорь в Буллс-Бэй около современного Чарлстона. Местные индейцы посоветовали основать поселение на реке Киава (Эшли), на месте, известном как Албемарл-Пойнт.
Колонисты расчистили участок под поселение и посевы. Им удалось наладить отношения с племенем киава, но другие племена (весто и стоно) были настроены враждебно. Кроме того, колония насчитывала всего 200 жителей, и не могла сформировать всех институтов, предусмотренных лордами-собственниками, поэтому для них были разработаны временные сокращённые правила. Первым губернатором колонии стал капитан Каролины, Уильям Сейл, но он умер в 1671 году и назначил своим преемником Джозефа Уэста. При нём колонисты совершили рейд против индейцев кусабо, которые доставляли особенно много проблем. В 1672 году лорды-собственники назначили губернатором барбадосца Джона Йеманса, который приказал перенести поселение на новое, более здоровое место, на слияние двух рек, названных Эшли и Купер. Новый город сохранил своё название Чарльз-Таун.

## Провинция Каролина

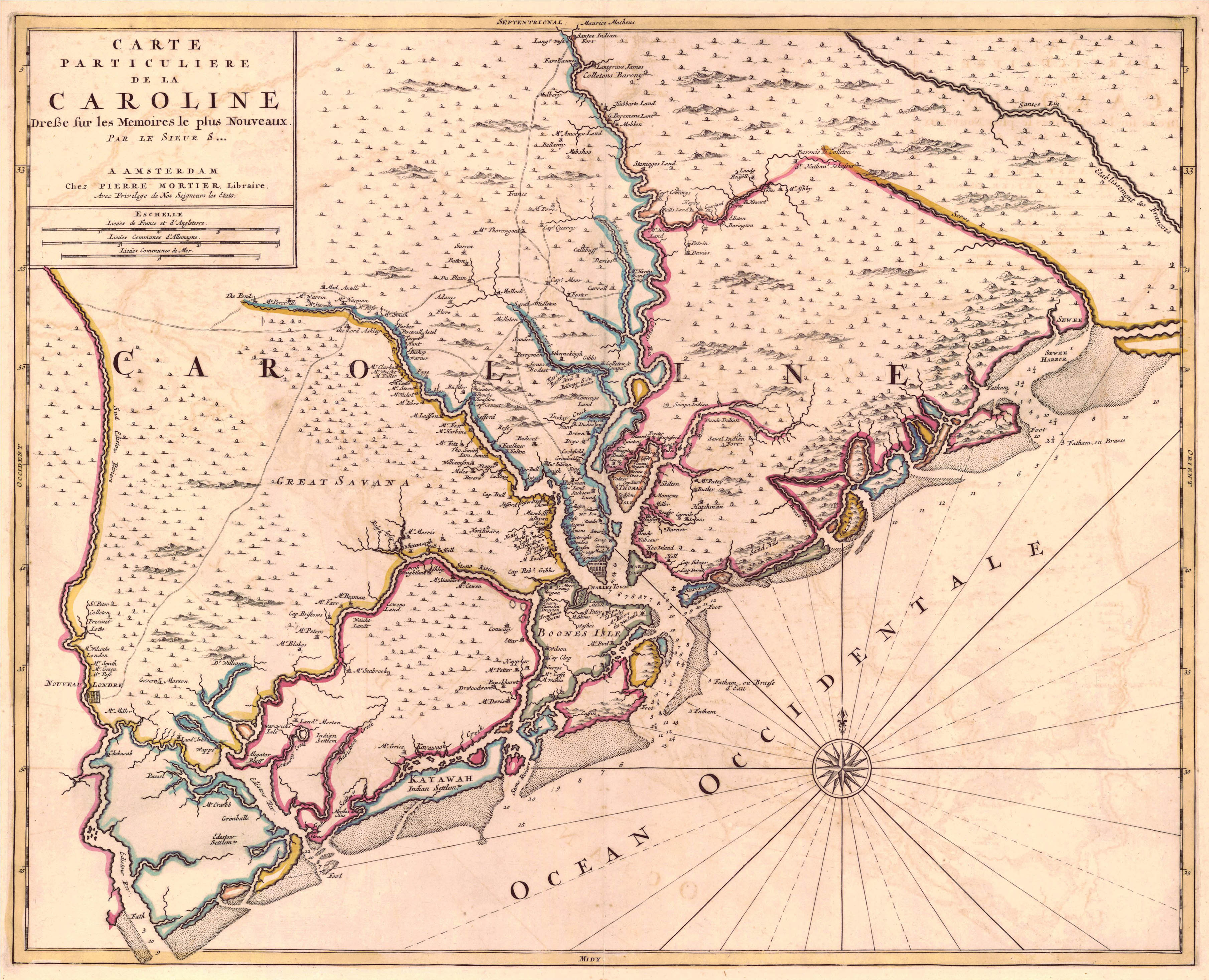
Южная Каролина в 1690 году.

В 1674 году администрация колонии заключила союзный договор с индейцами весто, который обеспечил безопасность колонии. Договор позволил начать торговлю с индейцами, которые продавали индейцев-рабов, захваченных у племён, союзных Испании. В 1680 году союз распался, и началась война с весто: колонисты в союзе с племенами криков и саванна разбили весто, остатки которых бежали на север и присоединились к ирокезам. Союзные отношения с криками продержались до 1715 года и они помогли обороняться от союзных Испании племён. Колония в первые годы управлялась однокамерным парламентом, который в 1692 году был заменён на двухкамерный: назначаемый Совет и выборную Ассамблею. Общество в колонии быстро раскололось на две партии: сторонников лордов-собственников (к которой примкнули эмигранты-гугеноты) и их противников. А в 1702 году началась Война королевы Анны. В сентябре того года губернатор Мур совершил набег на испанскую Флориду, разграбил и сжёг город Сент-Огастин, хотя и не смог взять его основной форт. В последующие годы Мур совершил несколько набегов на испанские миссии, разрушив их и обратив в рабство множество индейцев. Ответный испанский рейд в 1706 году был отбит каролинцами в союзе с криками. Военные успехи колонии подорвали престиж Испании и заметно улучшили имидж Южной Каролины в глазах индейцев.
В 1711 году индейцы тускарора напали на каролинские поселения около Нью-Берна. Поселенцы запросили помощи у губернатора Гиббса и Вирджинии. Вирджиния не помогла, но Гиббс отправил отряд ополченцев и индейцев ямаси, которым удалось разбить тускарора. Тускарорская война обошлась провинции в 4000 фунтов стерлингов. 57 человек погибло в боях.
С первых дней основания колонии было понятно, что один губернатор и одна ассамблея не смогут управлять всей колонией: поселения у Чарльз-Тауна, на мысе Кейп-Фир и в Албемарлском заливе были слишком удалены друг от друга. Когда в 1691 году губернатором стал Филип Ладвелл, ему было велено учредить должность вице-губернатора для северной половины колонии. В 1712 году колония была официально разделена на две половины: Чарльз Крейвен стал губернатором Южной Каролины, а Эдвард Хайд губернатором Северной Каролины.

## Провинция Южная Каролина

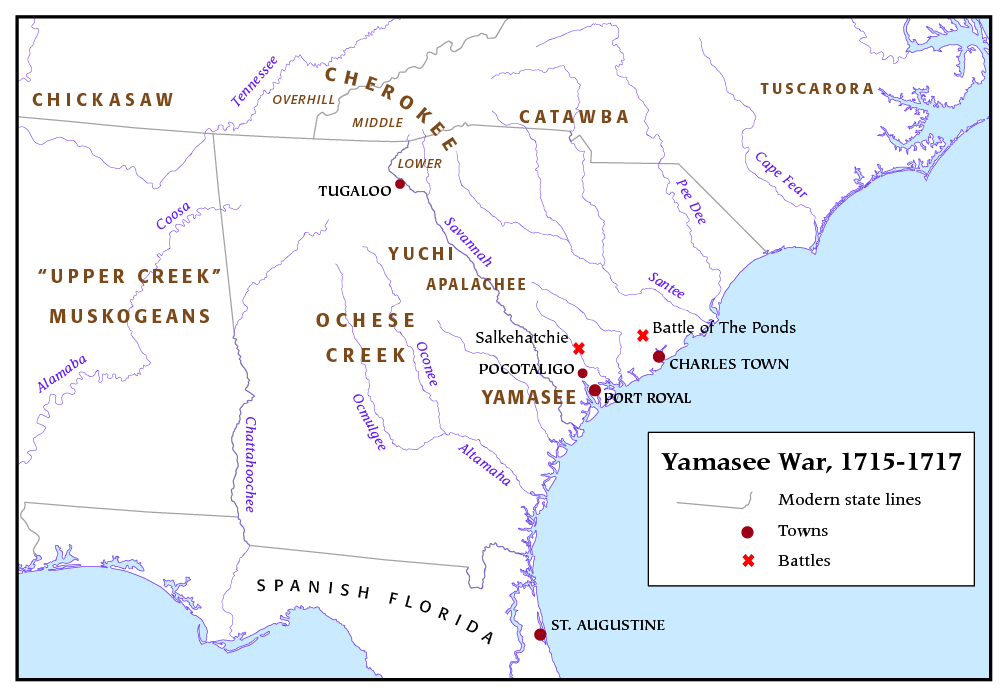
Колония в годы Ямасийской войны

Несмотря на попытки регулирования торговли с индейцами, злоупотребления и насилия не удавалось прекратить, что привело к росту недовольства среди индейцев ямаси. В 1715 году началась Ямасийская война: 15 апреля индейцы напали на плантации около Порт-Рояла и убили около 100 человек. К июню были убиты почти все торговцы в индейских селениях. Население всей колонии бежало ближе к Чарльз-Тауну, губернатор Крейвен мобилизовал всех белых мужчин и несколько сотен негров для защиты колонии. Северная Каролина прислала небольшой отряд, а колония Массачусетс прислала оружие. Южнокаролинцам удалось выиграть несколько сражений и отбросить ямаси за реку Саванна. Но с победой над ямаси проблемы не закончились, поскольку многие другие индейские племена теперь объединились против белых, и это создавало потенциальную опасность для других колоний. Вся британская колониальная система оказалась под угрозой. Крейвену удалось уговорить чероки начать войну с криками, что облегчило положение колонии. Более мелкие племена теперь запросили мира, и к апрелю 1716 года острая фаза конфликта миновала. В том же году был принят Выборный Акт, согласно которому поселенцы стали голосовать в приходах, а не в Чарльз-Тауне. Война с ямаси нанесла огромные убытки колонии, но лорды-собственники не оказали помощи. Каролинцы через губернатора обратились к Британскому правительству с просьбой объявить их коронной колонией.
Сразу же после Ямасийской войны колония столкнулась с проблемой пиратства: в июне 1718 года пират Тич-Чёрная-Борода захватил несколько южнокаролинцев у Чарльз-Тауна и пригрозил казнить их, если ему не предоставят некоторые медикаменты. В конце года южнокаролинский отряд напал на пирата Стида Боннета в устье реки Кейп-Фир, взял его в плен, и позже он был повешен в Чарльз-Тауне. Одновременно вирджинская экспедиция уничтожила Чёрную Бороду у острова Окрокок.

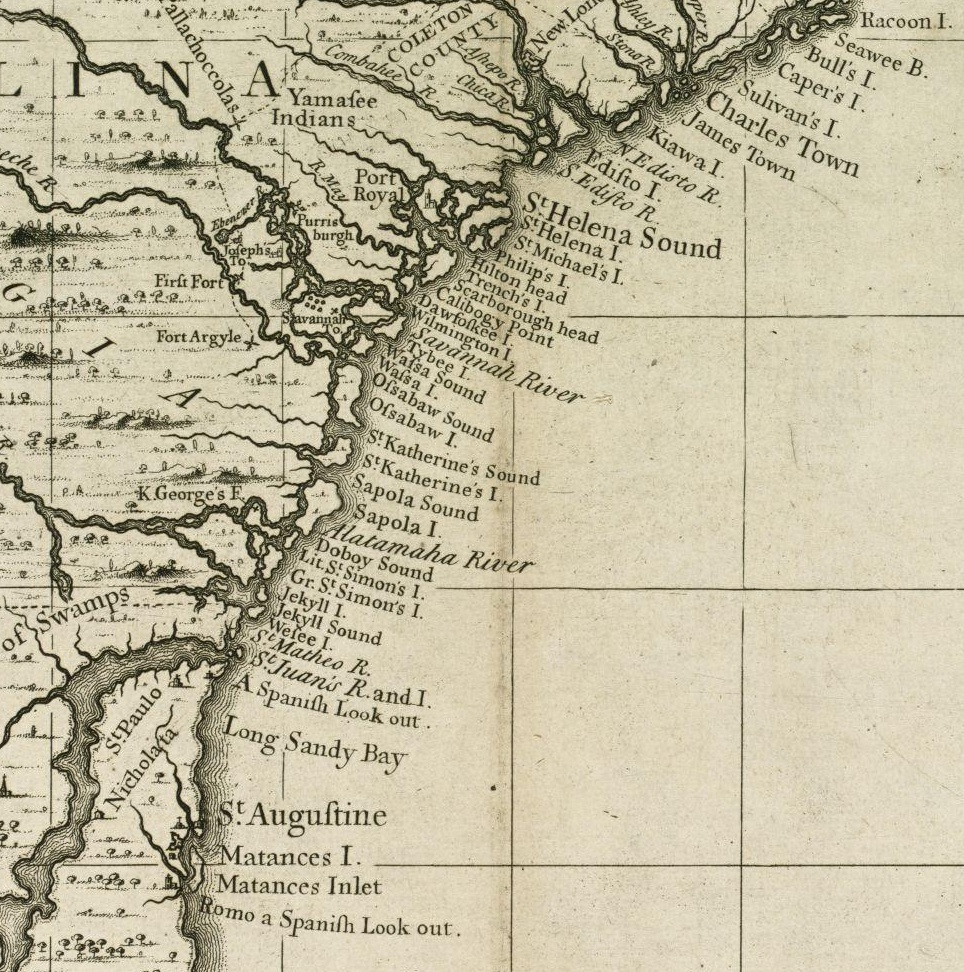
Побережье от Чарлстона до Сент-Огастина на карте 1733 года.

26 ноября 1719 года прошли выборы членов Ассамблеи, и новый состав Ассамблеи потребовал от губернатора Джонстона покончить с правлением лордов-собственников. В декабре Ассамблея объявила себя Народным Собранием и предложила губернатору Джонсону принять правление от имени революции. Тот отказался, и тогда Собрание назначило губернатором Джеймса Мура. На стороне Собрания оказалось всё ополчение и команда корабля HMS Shoreham. 24 декабря Мур и Собрание обратились к королю с петицией, где сказали, что лорды-собственники плохо обращались с колонией, и революция была необходима для её спасения, и что она следовала традициям Славной революции 1688 года. Королевская администрация встала на сторону Собрания, и на этом с правлением лордов-собственников было покончено. Однако, полковник Уильям Ретт предупредил правительство, что революция может быть плохим примером, и колония может восстать против короля точно так же, как она восстала против лордов-собственников.
В августе 1720 года британское правительство официально признало Южную Каролину коронной колонией, а в 1721 году был назначен временный королевский губернатор, Фрэнсис Николсон. Лорды-собственники некоторое время пытались восстановить свою власть, но в итоге решили продать королю все права на колонию и 24 мая 1729 года королевский грант был отозван. В 1730 году Роберт Джонсон стал первым постоянным королевским губернатором (с зарплатой 800 фунтов стерлингов). В последующие 20 лет в политике колонии доминировали две партии: партия плантаторов (Буллы, Дрейтоны, Фенвики, Изарды и Мидллтоны) и партия чарлстонских коммерсантов (Остины, Билы, Дюссены и Урагги). К 1720 году колония производила больше товаров для флота, чем любая другая американская колония, а её доходы от экспорта в Англию увеличились в шесть раз относительно 1710 года. После 1724 года колония переключилась на производства риса, который стал основным товаром, столь же важным как сахар на Карибских островах или табак в колониях Чесапикского залива. К 1730 году колония экспортировала 17 миллионов фунтов риса, а к 1740 году уже 30 миллионов фунтов.

### Колония при Джеймсе Глене

Серым цветом (№ 2) обозначена территория, уступленная чероки по договору в Салуда-Олд-Тауне.

В 1738 году губернатором колонии был назначен Джеймс Глен, который смог прибыть в колонию только в 1743 году. Он в целом хорошо относился к индейцам и именно ему было поручено добиться мирных отношений между союзными Британии племенами. В 1746 году индейцы чокто восстали против Франции, и Глен договорился с ними о помощи и поставках оружия. Франция в это время настраивала индейцев чероки против Британии, поэтому в 1753 году Глен добился финансирования постройки форта Принс-Джордж на границах колонии. В 1756 году он собрал 500 чероки на встрече в Салуда-Олд-Тауне и заключил с ними договор, по которому индейцы признали британского короля своим сюзереном и уступили колонии большой участок земли. За это Глен обещал развить торговые отношения с чероки. Он больше думал о торговле, чем о земельных приобретениях, чем вызвал недовольство королевских чиновников.
На приобретённой у индейцев территории были созданы округа Аббевилл, Эджфилд, Лоренс, Ньюберри, Юнион, Спартанберг, Йорк, Честер, Фэрфилд и Ричленд. Были построены форт Принс-Джордж и форт Мур. Чероки просили построить на их землях форт для защиты от французов, но на постройку не нашлось средств. Глен был готов начать строительство на частные средства, но не успел, и форт, известный как форт Лоудон, был построен только при его преемнике. В то время началась Война с французами и индейцами, и власти Вирджинии рассчитывали на помощь чероки, но Глен опасался что это лишит Южную Каролину монополии на торговлю с чероки и всячески препятствовал этому. Впоследствии именно отсутствию помощи от чероки вирджинцы объясняли разгром Экспедиции Брэддока.

### Англо-черокская война
Всю первую половину XVIII века французы пытались перехватить торговлю оленьими шкурами, действуя со своих баз на побережья Мексиканского залива, и одновременно настраивали индейцев чероки против каролинцев. Каролина была заинтересована в союзе с чероки, которые защищали её от криков, но в 1758 году несколько чероки по недоразумению были убиты южнокаролинцами. Чероки отправились в Чарлстон для переговоров, но губернатор Литтлтон захватил всю делегацию в плен и прекратил раздачу подарков. 16 февраля 1760 года чероки окружили форт Принс-Джордж и убили его командира, а гарнизон в ответ казнил заложников. Индейцы начали войну по всему фронтиру, и Южная Каролина запросила помощи у генерала Амхерста, который отправил в Чарлстон два шотландских полка под командованием полковника Арчибальда Монтгомери, при которым вторым по званию состоял Джеймс Грант. Монтгомери снял осаду форта Девяностошестой и направился в форту Принс-Джордж, разрушая по пути индейские селения. Из форта Принс-Джордж он хотел наступать далее вглубь индейской территории к форту Лоудон, но отменил поход и вернулся в Чарлстон. В 1761 году Амхерст отправил 1200 регуляров под командованием Джеймса Гранта. Собрав 2800 регулярных войск, Грант пришёл в форт Принс-Эдвард, затем отправился на север от форта, разбил индейцев 10 июня 1761 года в сражении при Эчой и разрушил 15 индейских деревень. Так как французы не оказывали помощи, чероки запросили мира. В ходе переговоров спорные вопросы были решены, и торговля возобновилась.
Договор с чероки стал последним договором провинции с индейцами; после завершения Войны с французами и индейцами все сношения с индейцами были переданы королевским чиновникам.

### Протесты против британской политики
В декабре 1761 года в колонию прибыл новый губернатор Томас Бун, которому правительство поручило урезать права колониальной Палаты общин. На выборах палаты 1763 года он не признал голосов, поданных за Кристофера Гасдена, сославшись на отдельные нарушения, и потребовал перевыборов, на которых снова победил Гадсден. Ассамблея сочла действия губернатора неправильными и потребовала извинений, от которых он уклонился. Весь 1762 и 1763 годы прошли в борьбе губернатора с парламентом. Многие участники этого конфликта стали потом известными политиками американской революции. В 1763 году война с Францией завершилась, и британское правительство было недовольно колонией, полагая, что она мало проявляла себя в этой войне, хотя Южная Каролина потратила на войну около 10 000 фунтов стерлингов, больше любой другой колонии, в пересчёте на душу населения. В том же году король издал Декларацию 1763 года, которая запрещала колонистам селиться западнее Аппалачей, но в Южной Каролине она не вызвала недовольства, поскольку земли за Аппалачами были всё ещё недоступны для заселения.
После войны правительство Джорджа Гренвилла приняло решение принять меры по расширению полномочий парламента в колониях и издало Закон о сахаре, и весной 1765 года приняло Гербовый акт, закон, вводящий сбор со сделок и печатных изданий. Южная Каролина первое время протестовала мирно, а когда по призыву Вирджинии было решено собрать представителей колоний на конгресс в Нью-Йорке, Палата общин послала Джона Ратледж, Гасдена и Томаса Линча. К осени в Южной Каролине начались волнения, сравнимые с революцией 1719 года; толпы народа протестовали на улицах Чарлстона. 18 октября прибыли гербовые марки, но их пришлось оставить на корабле. В течение девяти дней двухтысячная толпа творила в городе всё, что хотела, а официальные лица не решались вмешиваться. Распределители марок, Калеб Ллойд и Джон Саксби, прятались в форте Джонсон. 28 октября они вышли к народу и прилюдно отказались от своей должности. Губернатор приказал закрыть чарлстонские суды и городской порт (что было особенно чувствительно для экономики ввиду сезона экспорта риса). Колониальная Палата одобрила все постановления нью-йоркского Конгресса и общин сформировала комитет под председательством Кристофера Гадсдена, который издал петицию, близкую по духу с резолюциями Конгресса гербового акта, и даже более решительную. Порт был открыт в феврале 1766 года, а 3 мая в Чарлстоне стало известно об отзыве Акта.
Между тем война с чероки привела к беспорядкам и росту преступности в сельской местности, для чего жители стали формировать отряды самообороны. Эти организованные группы получили название Регуляторов. Предположительно, из было 3000 или 6000 человек. Правительство колонии признало их в 1767 году, но уже в 1768 году начались трения, переходящие в открытые столкновения. В начале 1769 года поселенцы, недовольные политикой Регуляторов, организовались в движение так называемых Модераторов. 25 марта 1769 года между Регуляторами и Модераторами было заключёно соглашение, которое положило конец движению регуляторов. Это движение выявило противоречия между отдельными регионами Южной Каролины, но в то же время привело к сглаживанию этих противоречий.
Несмотря на отзыв Гербового акта британское правительство продолжало попытки ввести налогообложение в колониях. В 1768 году Массачусетс предложил ввести бойкот британских товаров. В ноябре Палата общин приняла к рассмотрению предложение Массачусетса, и тогда губернатор Монтагю распустил ассамблею. Он вновь созвал её в июне 1769 года, но за это время члены Палаты уже подписали соглашение о бойкоте. Королевскому губернатору не удалось подчинить себе Ассамблею, и в итоге королевская власть в Южной Каролине к 1771 году фактически прекратила своё существование, и это случилось на четыре года ранее, чем в остальных колониях. 3 декабря 1773 года колонисты запретили разгружать корабль с грузом британского чая, при этом был сформирован специальный комитет для отслеживания принятого решения. В 1774 году Британия ввела санкции против колонии Массачусетс и Бостонского порта, и в Южной Каролине поняли, что такие же меры вполне могут быть предприняты и против их колонии; южнокаролинцы уже имели опыт конфликта с королевскими властями и имели все основания ожидать худшего.
В 1774 году Массачусетс предложил организовать собрание, известное сейчас как Континентальный конгресс. 6 июля 1774 года представители всей Южной Каролины собрались в Чарлстоне на Генеральное Собрание, которое выбрало пять делегатов на Конгресс: Гадсдена, Линча, Эдварда Ратледжа, Джона Ратледж и Генри Миддлтона. Это была сильная, талантливая делегация, часть которой (Гадсден и Линч) была настроена радикально. Конгресс предложил снова ввести эмбарго на торговлю с Британией, но южнокаролинская делегация добилась разрешения на экспорт риса. В самой колонии между тем Генеральное Собрание сформировало «Комитет 99-ти», который стал фактически управлять колонией игнорируя королевских чиновников. Собрание одобрило решения Континентального конгресса и переизбрало депутатов на Второй континентальный конгресс. 11 января 1775 года 187 представителей колонии собрались на Провинциальный конгресс Южной Каролины.

## Американская революция
В мае 1775 года до Южной Каролины дошли известия о столкновении массачусетских ополченцев с британской армией при Лексингтоне и Конкорде, и одновременно пришли слухи о том, что британцы подговаривают чероки к нападению на колонистов. Провинциальный конгресс постановил сформировать три пехотных полка по 500 человек в каждом, и создал Комитет Спасения с неограниченными полномочиями. Эти решения были приняты небольшим перевесом голосов, поскольку не все были готовы к открытому противостоянию с Англией. В предгорных областях колонии были сильны лоялистские настроения, а колонисты немецкого происхождения старались быть вообще в стороне от конфликта. 18 июня 1775 года в колонию прибыл новый губернатор Уильям Кэмпбелл, которого встретили неприязненно. Он отказался признать Провинциальный Кконгресс, а 15 сентября бежал на британский корабль в чарлстонской гавани. Происходящее во многом напоминало революцию 1719 года с той разницей, что в 1719 году колонисты были единодушно против власти лордов, а в 1775 в их среде были разногласия.

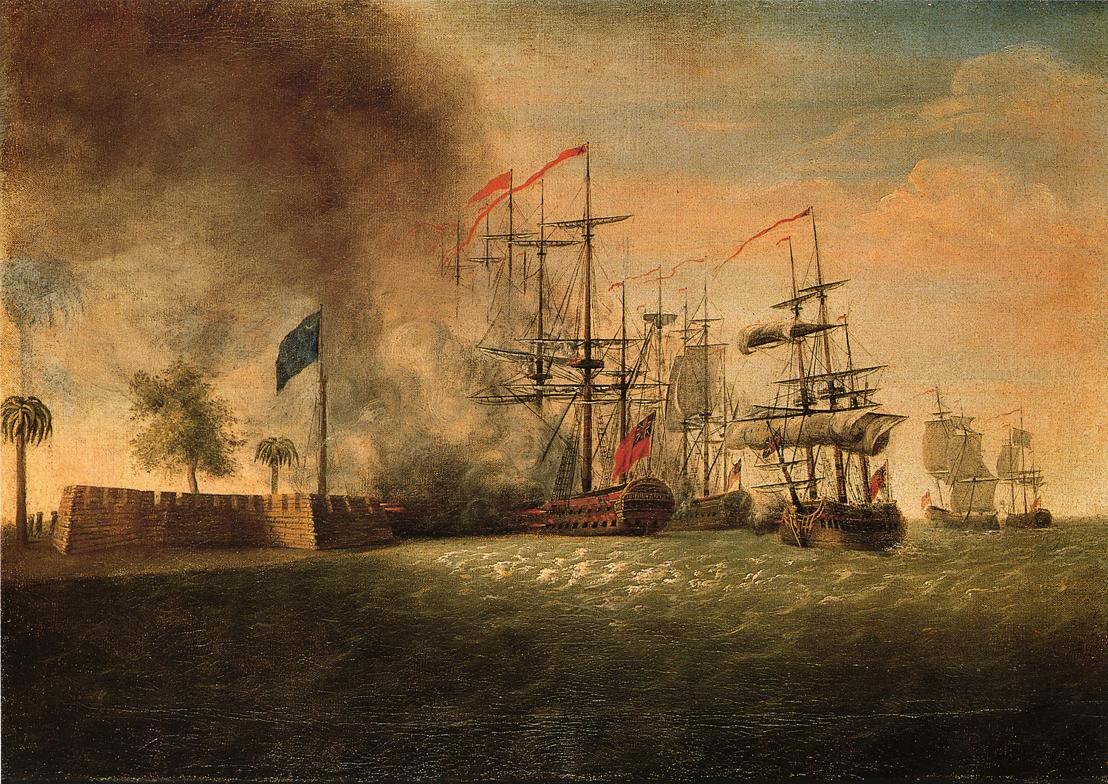
Обстрел форта Силливан, картина Джеймса Пила.

Бегство губернатора оставило без поддержки лоялистов в предгорной части провинции. Они продолжали сопротивляться власти конгресса, и в ответ на это полковник Ричардсон предпринял поход, известный как Снежная Кампания: с отрядом в 4000 ополченцев он прошёл по всему Предгорью, разбил отряды лоялистов и подавил всю оппозицию конгрессу. Уже в марте 1776 года южная Каролина стала первой колонией, подготовившей проект своей Конституции. Это была Временная конституция, по которой Южная Каролина называлась колонией и она не прошла ратификации. 26 марта провинциальный конгресс объявил о самороспуске и сразу же собрался как Генеральная ассамблея Южной Каролины. Первой задачей нового правительства стала оборона своей территории. 28 июня 1776 года к Чарлстонской гавани подошли 11 британских кораблей и начали обстрел форта Салливан. Южнокаролинский гарнизон под командованием полковника Уильяма Мултри сумел отбить атаку с суши и моря, понеся незначительные потери. Пальмовое дерево, из которого был построен форт Салливан, стало символом Южной Каролины.
Британский флот отступил, но остался неподалёку, и его присутствие вдохновило индейцев чероки и лоялистов совершить несколько рейдов против колонии. В ответ полковник Эндрю Уильямсон собрал ополчение, вторгся в земли чероки, разрушил все их поселения к востоку от гор, а потом присоединился к экспедиции Разерфорда против чероки в Северной Каролине. В 1777 году чероки запросили мира, и по условиям Договора при Девиттс-Корнер уступили часть своих земель Южной Каролине (современные округа Андерсон, Гринвилл, Окони и Пикенс). После этого чероки перестали представлять угрозу. Индейцы катоба в самом начале войны присоединились к колонистам и помогали в рейдах против чероки и лоялистов.
В разгар войны с чероки, 2 августа 1776 года, в Чарлстон пришли известия о подписании Декларации независимости. От южной Каролины этот документ подписали Томас Хейуорд Младший, Томас Линч Младший, Артур Миддлтон и Эдвард Ратледж. Томас Хейуорд Старший не смог подписать Декларацию из-за инфаркта и вскоре умер. 5 августа президент Джон Ратледж официально объявил о независимости. Генеральная ассамблея штата собралась в сентябре и одобрила это решение. Факт обретения независимости потребовал изменения конституции штата. К весне 1777 года был готов проект новой конституции. Она была всё так же несправедлива в жителям предгорной части, которые получили только 64 места из 202 в палате представителей, а имущественный ценз для должности губернатора не давал шансов на избрание даже плантаторам запада штата. Эта конституция была принята в марте 1778 года.

### Боевые действия на юге

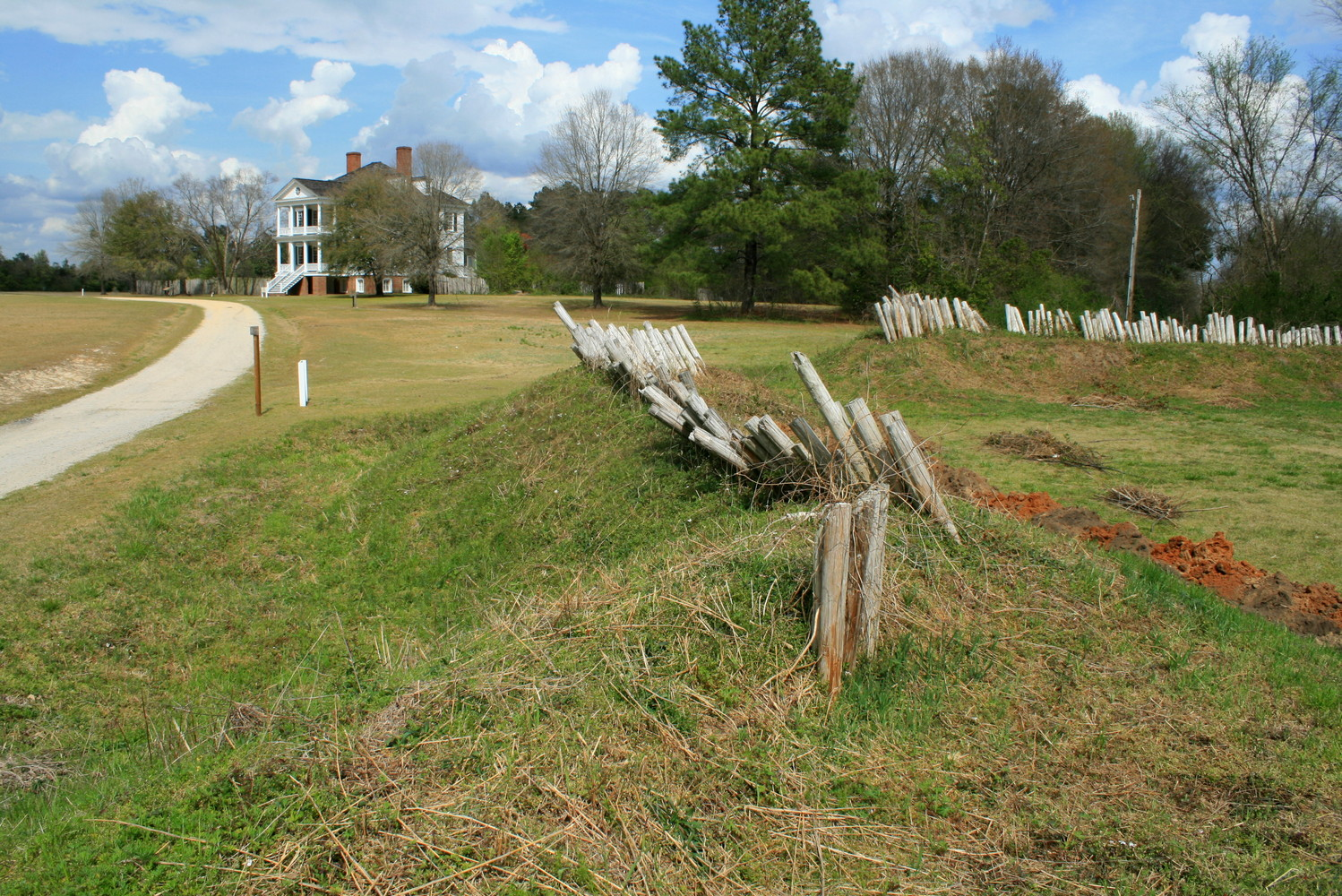
Укрепления Кэмдена и штаб Корнуоллиса (реконструкция).

Около двух лет на территории Южной Каролины не проходило боевых действий, но в конце 1778 года британское командование решило сосредоточить внимание на подчинении южных колоний, и осенью 1778 года захватили Саванну в Джорджии. Весь 1779 год британцы проводили пробные атаки: в феврале генерал Мултри отбил британское нападение на остров Порт-Рояль, а полковник Пикенс разбил большой отряд лоялистов в сражении при Кэттл-Крик. В июне британская армия подошла к Чарлстону, но отступила, опасаясь окружения. В сентябре к берегам штата прибыл французский флот, что позволило американцам в октябре атаковать Саванну, но эта атака была отбита, поле чего французский флот ушёл.
В феврале 1780 года британцы высадили в Южной Каролине большую армию под командованием генерала Клинтона, и к марте осадили город с севера, а британский флот блокировал чарлстонскую гавань. 13 апреля гражданское правительство штата покинуло город, а 12 мая американская армия капитулировала. Примерно 5500 человек попали в плен. Британцы захватили Огасту, форт Девяносто-шестой и Кэмден, после чего Клинтон сдал командование генералу Корнуоллису. В августе американский генерал Гейтс начал наступление на Кэмден, но его армия была разбита Корнуоллисом в сражении при Кэмдене. Через два дня отряд генерала американского Самтера был разгромлен кавалерией Тарлетона. регулярная американская армия была разбита, но образовались партизанские отряды Фрэнсиса Мэриона и Эндрю Пикенса. В октябре отряд лоялистов был разбит местными ополченцами в сражении при Кингс-Маунтин. В декабре в Южной Каролине появилась регулярная армия под командованием Натаниэля Грина. Он поручил Моргану осадить форт Девяносто-шестой, что в итоге привело к столкновению Могана и Тарлетона в сражении при Каупенсе и разгрому отряда Тарлетона. Корнуоллис с армией выступил против Натаниеля Грина и затем ушёл вслед за отступающим Грином в Северную Каролину.
Так как Корнуоллис приступил к завоеванию Вирджинии, Грин решил перенести боевые действия в Южную Каролину. За весну 1781 года британцы потеряли все свои посты в Южной Каролине. В сентябре произошло Сражение при Этау-Спрингс, последнее крупное сражение на территории штата, а через год, в ноябре 1782 года, произошло сражение при Джонс-Айленде, которое стало последним из 137 сражений в Южной Каролине и последним сражением Войны за независимость.
В сентябре 1782 года британцы приступили к постепенной эвакуации Чарлстона. Требовалось вывезти всю армию, 42 000 лоялистов и 72 000 рабов. Около 1000 беженцев переселились на Багамы, около 5000 поселились на Ямайке, и Новой Шотландии. 14 декабря 1782 года последний британский корабль покинул Чарлстон, а в 15:00 в город вошёл губернатор Джон Мэтьюз. В это время в Париже уже шли переговоры о мире, в которых, в числе американской делегации, участвовал южнокаролинец Генри Лоуренс. 23 сентября 1783 года был подписан Парижский мир.

## Межвоенный период

### Конфедеративный период
Завершение войны не спасло экономику штата. В 1783—1785 годах штат пережил подряд три неурожая, и экспорт риса снизился в два-три раза. Каролина уже не могла экспортировать рис на Карибские острова, что лишило её источника твёрдой валюты. Жителям штата пришлось брать деньги в долг для закупки рабов и восстановления хозяйства, и за несколько лет внешний долг штата достиг 1,5 миллионов фунтов стерлингов. Попытки вернуть долги привели к беспорядкам в провинции и к нескольким бунтам в самом Чарлстоне. Правительство штата отсрочило выплаты долгов до 1790 года и ввело трёхлетний мораторий на ввоз рабов (1787—1790), который потом был продлён до 1803 года. Чтобы снизить напряжение между прибрежной и внутренней частями штата правительство в 1786 году перенесло столицу в город Колумбия.
В это время Чарльз Пинкни, который был делегатом от штата в Конгрессе Конфедерации, возглавил комитет по исправлению Статей Конфедерации. В 1786 году штат Нью-Джерси отказался вносить свою долю выплат в бюджет Конфедерации, и Пинкни пытался отговорить Нью-Джерси от этого решения, предлагая созвать специальный конвент для пересмотра статей Конфедерации и расширения полномочий центральной власти. На следующий год в Филадельфии собрался Филадельфийский конвент, на который Ассамблея Южной Каролины отправила своими представителями Пирса Батлера, Генри Лоуренса (отсутствовал по болезни), Чарльза Пинкни, Чарльза Котсворта Пинкни и Джона Ратледжа. На конвенте эта делегация выступала против всеобщих выборов в Палату представителей, аргументируя это там, что население в штате очень редкое и людей трудно собрать для голосования. Они же настаивали на введении имущественного ценза для претендентов на административные должности и отстаивали необходимость института рабства, утверждая, что без него экономика Южной Каролины не сможет существовать. Тем не менее, южнокаролинская делегация согласилась на отмену рабства после 1808 года.
В сентябре Ассамблея штата постановила созвать конвент штата для ратификации Конституции в мае 1788 года. На конвенте жители приморской части штата были в основном за конституцию, а жители континентальной части в основном против. Противники конституции (антифедералисты) обращали внимание на то, что по Конституции Конгресс имеет полномочия запретить работорговлю в 1808 году, что навигационные акты Конгресса дадут преимущества торговцам северных штатов, и что объявленные штатом отсрочки по выплате долгов могут оказаться незаконными. Томас Самтер предложил перенести конвент на осень (чтобы дать время антифедералистам подготовиться), но предложение было отклонено. В итоге всё побережье проголосовало единогласно за конституцию, в равнинной части голосов было примерно поровну, а на западной окраине голосование прошло в соотношении 28 за и 57 против. 23 мая 1788 года Южная Каролина ратифицировала конституцию 149 голосами «за» при 73 «против» и стала 8-м штатом нового Союза.
Первыми сенаторами от штата стали Пирс Батлер и Ральф Изард. Первыми членами палаты представителей США стали Эданус Бёрк, Дэниель Хьюджер, Уильям Лоутон Смит, Томас Самтер и Томас Такер.
Ратификация федеральной конституции потребовала внесения корректив в конституцию штата, поэтому был созван конституционный конвент, который разработал Новую конституцию. Ассамблея ратифицировала её в 1790 году. Имущественный ценз позволял доминировать в политике плантаторам побережья, а право голоса имели только белые мужчины. Только Ассамблея принимала все законы и избирала всех должностных лиц, включая губернатора и сенаторов. Конституция подтвердила перенесение столицы из Чарлстона в Колумбию.

### Период федерализма
В первые же годы существования нового правительства американское общество стало раскалываться на сторонников Александра Гамильтона (федералистов) и сторонников Томаса Джефферсона (демократов-республиканцев). Почти вся прибрежная элита штата примкнула к федералистам, а вся континентальная — к джефферсонианцам. Уильям Смит стал одним из лидеров федералистов в Конгрессе, в самом же штате лидерами этой партии были Джон Ратледж и Чарльз К. Пинкни. При поддержке партии Пинкни был в 1800 году кандидатом в вице-президенты, а в 1804 и 1808 годах — в президенты. Джефферсонианцы были не так хорошо организованы, их лидерами стали Чарльз Пинкни и Пирс Батлер, которые по рождению принадлежали к элите побережья, но порвали с ней. Когда партия пришла к власти, Пинкни стал послом США в Испании (1801). Всё первое десятилетие после принятия Конституции федералисты были основной силой в Южной Каролине, а южнокаролинские федералисты — основной силой в партии федералистов. В штате партия действовала согласованно, и только споры вокруг Договора Джея (1794) внесли раскол в их ряды. На президентских выборах 1796 года партия была на стороне Джона Адамса, но он проиграл выборы в штате. На выборах 1800 года партия поддерживала Адамса и Ч. К. Пинкни, но они снова проиграли в Южной Каролине. Впоследствии партия утратила своё влияние в Конгрессе и штате, и до самой Гражданской войны в Южной Каролине не было сильных политических партий.
Имущественный ценз для делегатов Ассамблеи, прописанный в конституции 1778 года, приводил к тому, что из 202 депутатов Палаты представителей штата только 64 представляли западные округа. Конституция 1790 года сохранила эту несправедливость. Жители запада протестовали против неравного представительства, и в итоге в 1808 году усилиями Джозефа Элстона была принята поправка, отменившая имущественный ценз. Теперь количество депутатов определялось численностью населения. Эта мера устранила разногласия и способствовала политическому объединению штата.

### Англо-американская война
Несмотря на заключение мирного договора с Англией в 1796 года, отношения с двумя странами постепенно ухудшались. На конгрессе 1811 года от Южной Каролины присутствовали Джон Кэлхун, Лэнгдон Чевес и Уильям Лаунденс, которые были убеждёнными сторонниками войны. В результате, в мае 1812 года президент Мэдисон объявил войну Англии. Командование американскими войсками в Южном департаменте было поручено южнокаролинцу Томасу Пинкни. Боевые действия шли далеко от территории штата, но при этом правительство штата распорядилось построить несколько фортов вокруг Чарлстона. Были снаряжены несколько каперских судов, которые нападали на британские торговые корабли, а южнокаролинская шхуна Decatur захватила британский фрегат HMS Dominica. В январе 1814 произошёл морской бой около Чарлстона, в ходе которого два британских корабля атаковали южнокаролинскую шхуну Аллигатор, но были отбиты с тяжёлыми потерями. В ходе войны британская армия несколько раз высаживала десант на побережье штата, и разрушала плантации на островах.
Война почти не повредила экономике Южной Каролины, и послевоенные годы стали периодом бурного экономического роста. Джон Кэлхун с 1817 по 1825 год был военным секретарём, затем вице-президентом, а Лэнгдон Чевес в 1814 году стал спикером Палаты представителей США.

### Первый хлопковый бум

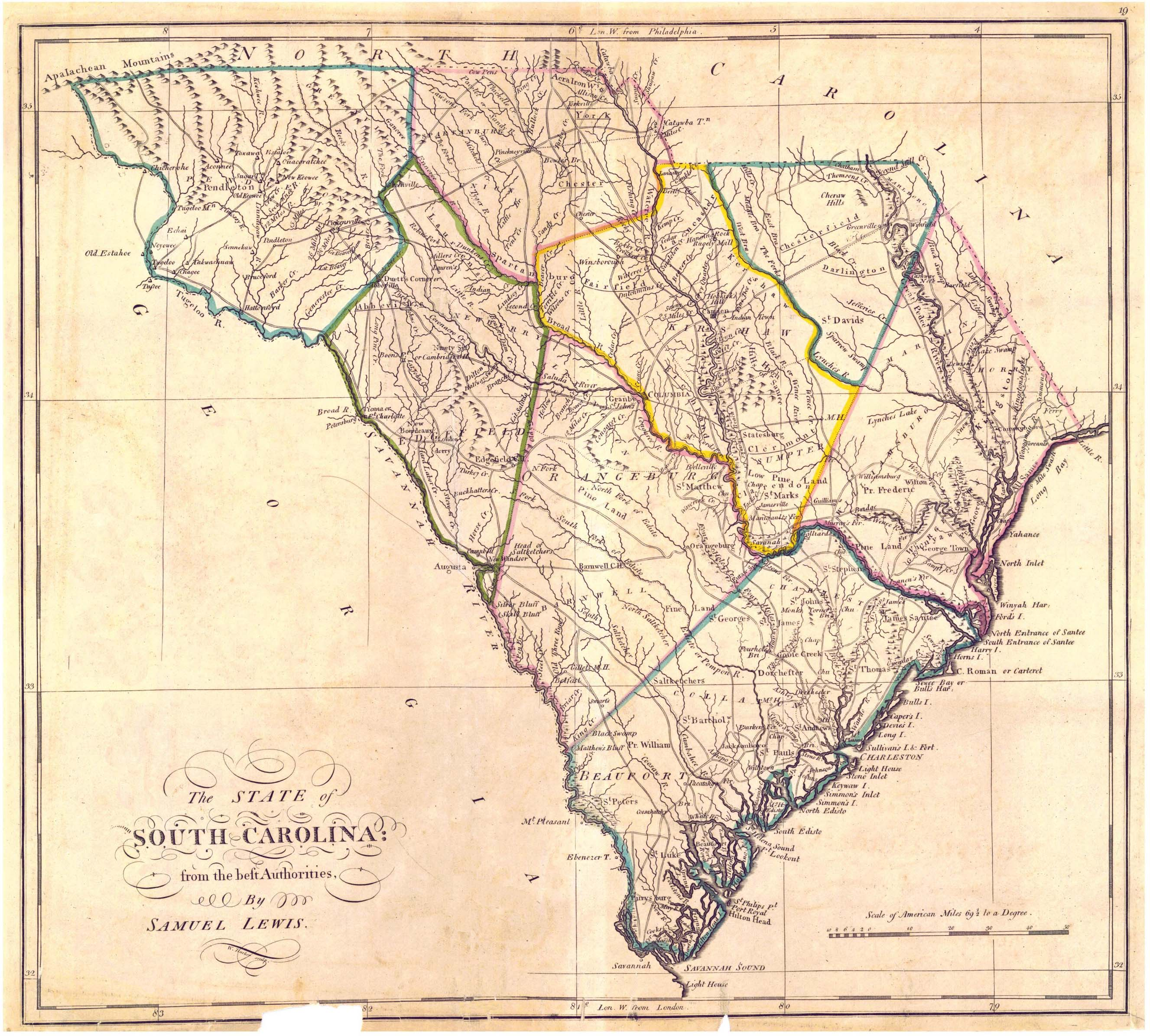
Южная Каролина в 1818 году

Хлопок был известен в обеих Каролинах ещё в колониальную эпоху, но он производился в основном для личного употребления. Это был длинностеблевой хлопок, который разводили в основном на островах. Был известен и короткостеблевой хлопок, но он трудно очищался от семян, и по этой причине был невыгоден в производстве. В 1793 году изобретение хлопкового джина позволило производить короткостеблевой хлопок в больших количествах. В отличие от риса, который требовал крупных капиталовложений, для выращивания хлопка была нужна лишь земля и небольшое количество орудий труда. Хлопок стали выращивать на экспорт после 1794 года, а в 1799 году был собран первый крупный урожай. К 1810 году хлопок выращивали уже по всей равнинной части штата, где прекратили выращивать индиго, табак и пшеницу. Уже в 1800 году Южная Каролина экспортировала 20 миллионов фунтов хлопка, к 1810 году объёмы выросли до 50 миллионов. Уэйд Хэмптон стал одним из первых успешных плантаторов Южной Каролины: его годовой доход к 1809 году составил $150 000 (около 2 миллионов по курсу 1990-х годов).
Первый хлопковый бум длился с 1794 по 1819 год и обогатил практически всех хлопководов. Те, кто почти не имел рабов в 1790-х, уже имели их десятки в 1830-х. За время бума 4000 южнокаролинцев смогли стать рабовладельцами. Таковыми были даже чернокожие: например, чернокожий плантатор Уильям Эллисон к 1860 году имел 63 раба. На хлопковый бум негативно повлияло введённое Джефферсоном эмбарго, а затем война 1812 года, но только кризис 1819 года привёл к его завершению. Цены упали с 30,8 центов за фунт в 1818 до 12 центов к 1823 году, а затем долго держались на уровне 9 центов.

### Транспортная революция

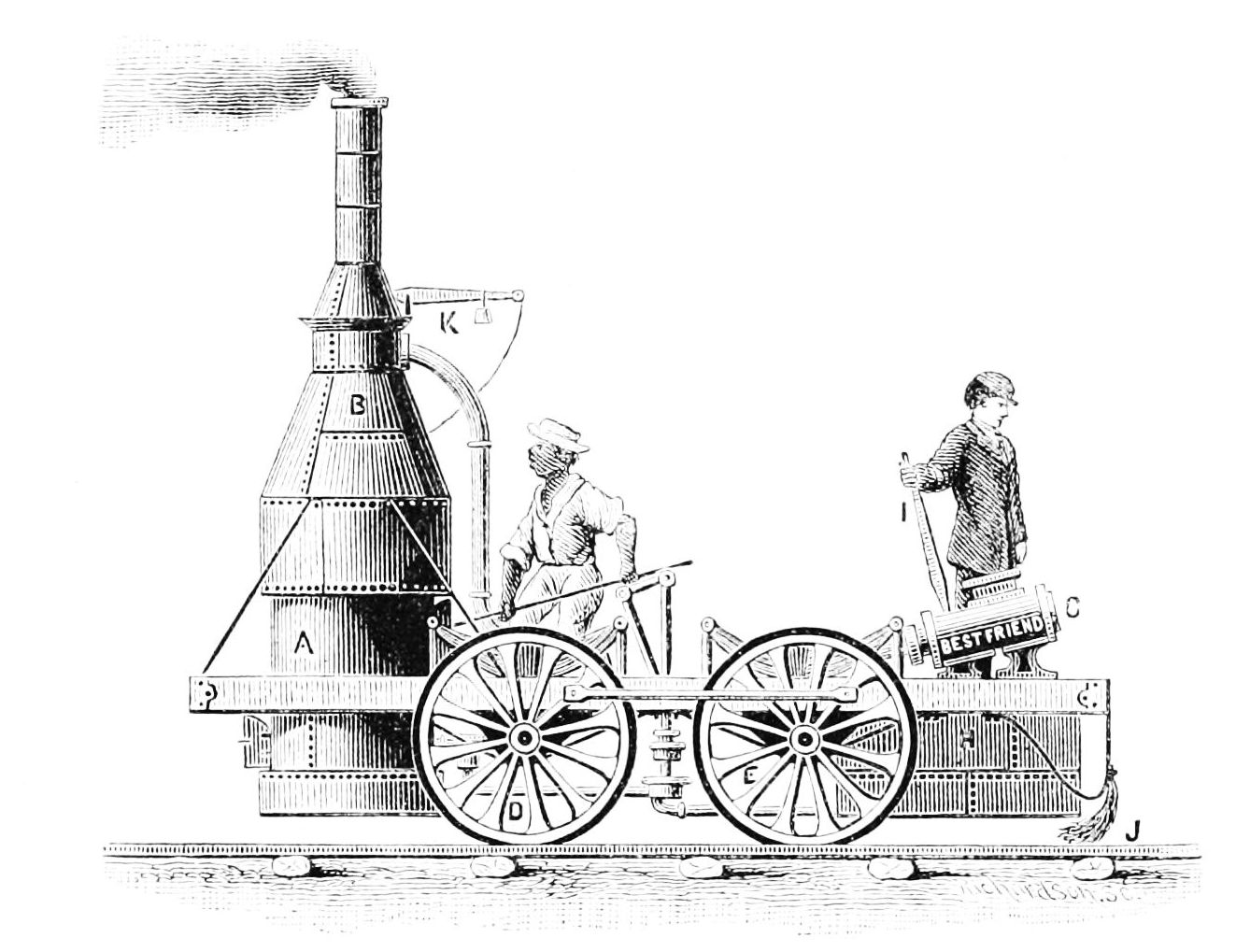
«Лучший друг Чарлстона», исторически второй локомотив, построенный в США. (1830)

Ко времени Американской революции дороги Южной Каролины никак не изменились с прежних эпох и представляли собой скорее обычные лесные тропы. Но в последующие 50 лет Южная Каролина пережила транспортную революцию, которая началась под влиянием двух факторов: первым был рост прибылей от хлопка и возникшая потребность в дорогах для вывоза этого продукта, а вторым фактором стал доклад министра финансов Александра Гамильтона «Отчёт о мануфактурах», который породил несколько федеральных дорожных проектов, которым начали подражать другие штаты, в их числе и Южная Каролина. Ещё с 1785 года существовал канал Санти длиной 21 милю. Теперь Ассамблея учредила Комиссию по внутренним улучшениям (1818) и Комиссию по общественным работам (1819). Инженер Роберт Миллс написал памфлет о транспортных улучшениях (Inland Navigation & Internal Improvements, 1821), а в 1822 году составил карту штата, которая помогла в проектировании новых дорог. В 1824 году начала строиться мощёная брёвнами дорога из Чарлстона в Колумбию. Были проложены менее крупные дороги, построены мосты, и налажена сеть рейсовых карет.
Более важное значение для экономики штата имело строительство каналов в обход порогов и водопадов на реках Катоба, Броад, Уотери и Салуда. Было построено примерно 25 миль каналов, которые открыли внутреннюю часть штата для навигации. Равнинная часть штата стала доступна для пароходов. Несмотря на все эти успехи, статус Чарлстона, как одного их основных портов страны стал понижаться. Для решения этой проблемы в 1827 году была учреждена Южнокаролинская железнодорожная компания, которая к 1833 году проложила железную дорогу длиной 136 миль из Чарлстона в город Гамбург на реке Саванна. К 1860 году в штате было уже 1000 миль железных дорог.

### Таможенный кризис

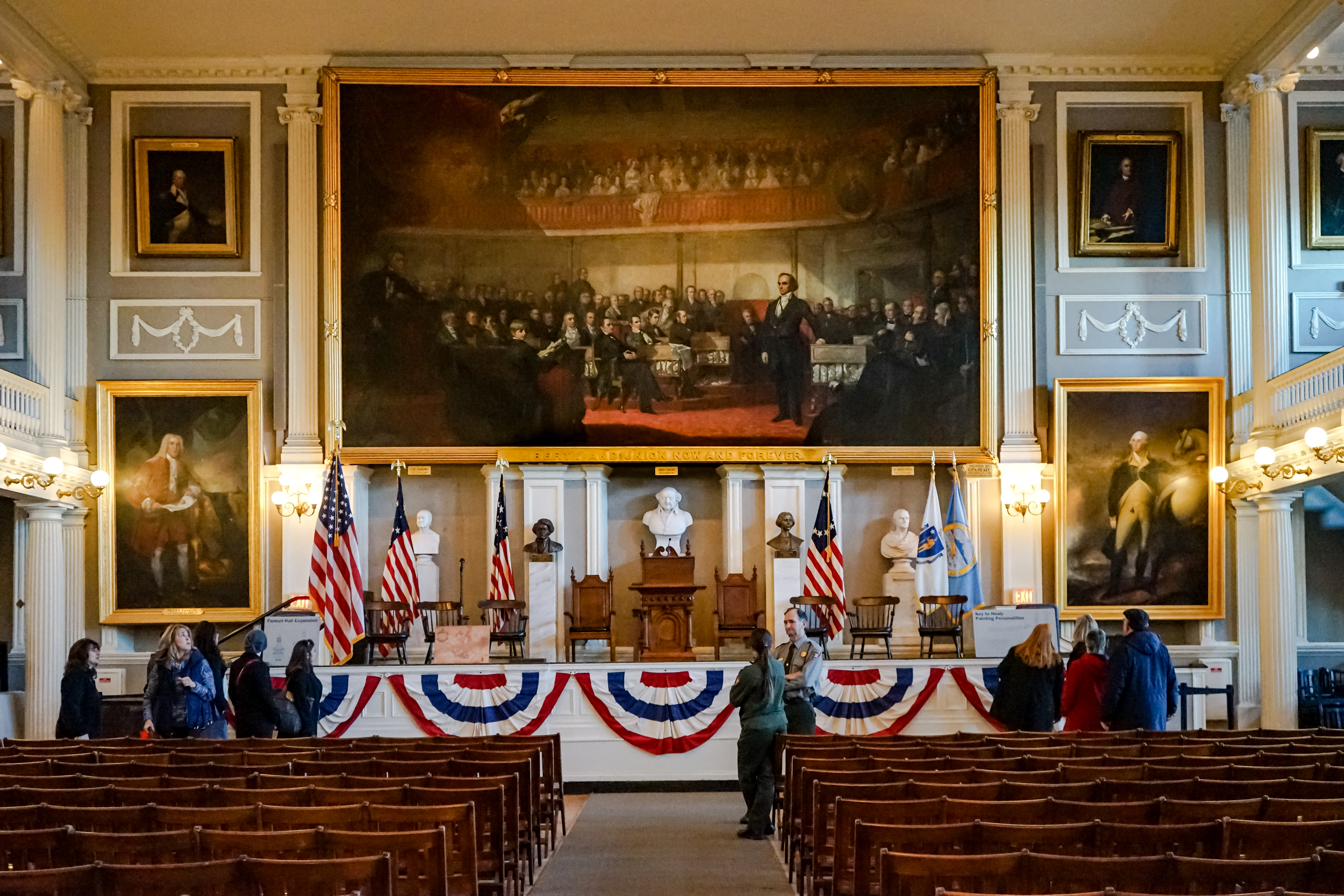
Дебаты Уэбстера с Хэйном, картина в Фанейл-холле, Бостон.

Со времён приятия Конституции в США существовали пошлины на ввоз промышленной продукции из Европы. Они были выгодны промышленным штатам севера и невыгодны сельскохозяйственным штатам юга. Пошлины время от времени росли: в 1828 году был принят особенно высокий Таможенный тариф 1828 года, что вызвало протест легислатуры Южной Каролины. Дискуссия в Конгрессе привела к спору южнокаролинского сенатора Роберта Хэйна с сенатором от Массачусетса Даниелем Уэбстером. Хэйн утверждал, что Союз представляет собой объединение независимых штатов, которые передали центру ряд полномочий, но сохранили за собой все остальные и имеют право отменять («нуллифицировать») федеральные законы. В самой Южной Каролина общество раскололось на сторонников нуллификации (Нуллификаторов) и его противников, которые стали известны как Юнионисты. Лидерами нуллификаторов были Джон Кэлхун, Роберт Хэйн, Фрэнсис Пикенс и Роберт Ретт. Лидерами юнионистов стали Генри Миддлтон, Уильям Дрейтон и Уильям Грейсон. Губернатором Южной Каролины стал нуллификатор Джеймс Гамильтон.
В 1832 году Джон Кэлхун перешёл из вице-президентов в сенаторы, а Роберт Хэйн ушёл из сената и стал губернатором Южной Каролины. Во время выборов в легислатуру штата нуллификаторам удалось захватить большинство в обеих палатах. В этом году Конгресс опять поднял ввозные пошлины (приняв Тариф 1832 года), что обострило кризис. В Колумбии собрался конвент, который 24 ноября 1832 года, который объявил тарифы 1828 и 1832 года недействительными. Президент Эндрю Джексон (который считал себя уроженцем Южной Каролины) блокировал с моря порт Чарлстона и стал собирать войска. Свою армию стали формировать нуллификаторы, а также и юнионисты, которым Джексон переправил 2000 ружей. Остальные южные штаты не поддержали Южную Каролину, в штат Миссисипи осудил нуллификаторов. Сенатор Джон Кэлхун прибыл в Вашингтон и постарался найти компромиссное решение. Объединившись с Генри Клеем он разработал предложение, согласно которому новы тариф принимался, но затем постепенно снижался и к 1842 году возвращался на уровень 1816 года. В Южной Каролине губернатор Гамильтон снова созвал конвент и тот отменил решение предыдущего конвента. Кризис завершился, но привёл к расколу общества штата примерно на десятилетие. Он же испортил имидж Южной Каролины даже среди южных штатов.

### Второй хлопковый бум (1840—1860)

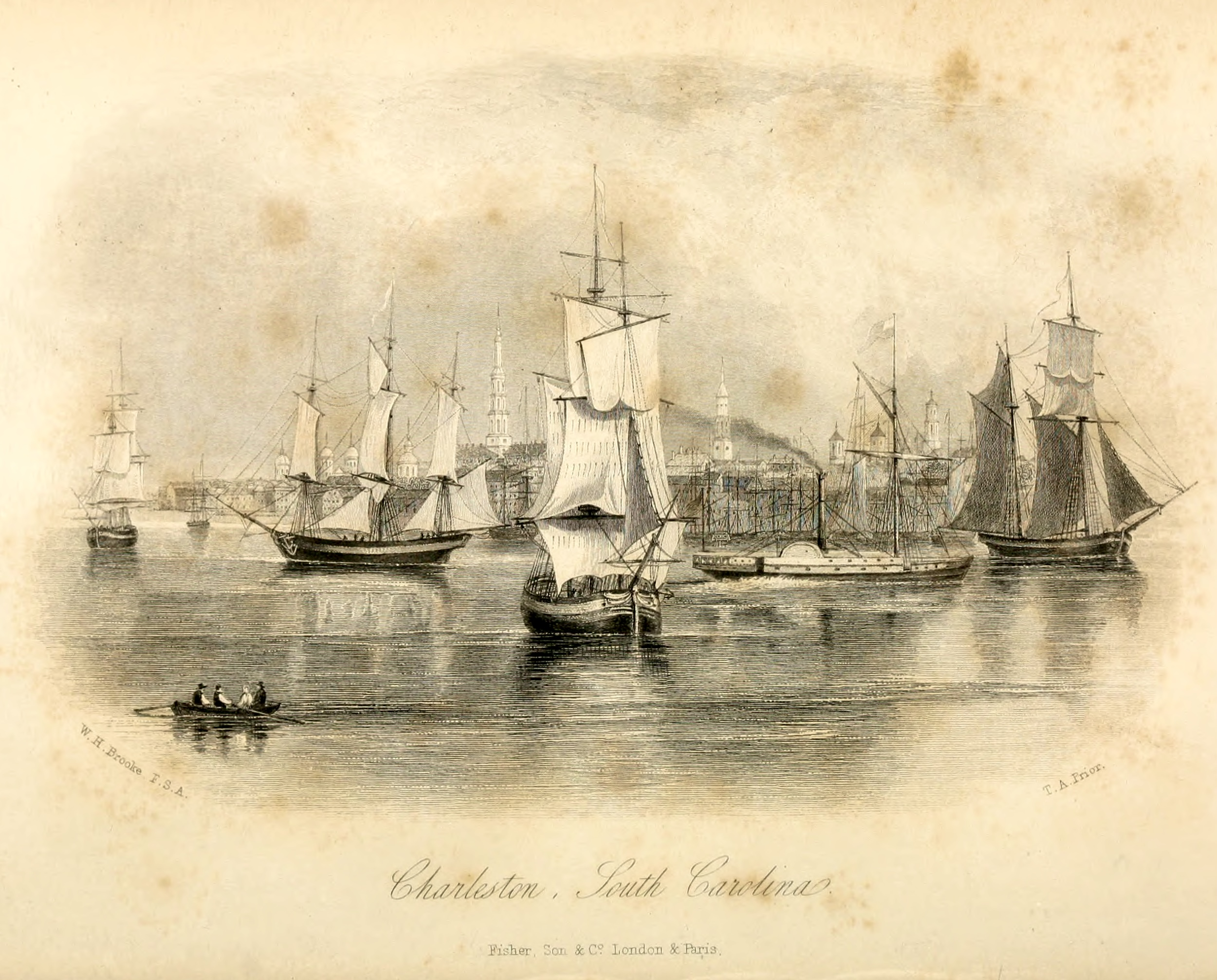
Гавань Чарлстона в 1842 году.

До 1837 года цены на хлопок медленно поднимались, потом резко упали во время Кризиса 1837 года, и снова начали расти в конце 1840-х годов. Фунт хлопка стоил около 10 центов, но объёмы производства существенно возросли. В 1850 году штат производил 300 000 тюков (150 450 000 фунтов) хлопка, вдвое больше, чем в 1834 году. За последующее десятилетие объёмы выросли ещё на 50 000 тюков. Но если в 1821 году Южная Каролина лидировала по объёмам производства, то теперь она опустилась на 4-е место после Алабамы, Джорджии и Миссисипи. К 1860 году её обогнали Луизиана, Арканзас и Техас. Вместе с тем выращивание хлопка в таких объёмах приводило к истощению почвы и к эррозии почв. Это происходило потому, что рабский труд был дорог, и использовать рабов на работах по удобрению почв было невыгодно. Одновременно сокращались посевы под зерновые; к 1860 году только половина фермерских хозяйств обеспечивали себя зерном. Одновременно началась миграция населения штата на запад, где хлопководство было выгоднее (например, втрое в Алабаме).

### Мексиканская война
Ещё в начале века некоторые жители Южной Каролины переселялись в Мексиканский Техас и впоследствии участвовали в Техасской революции. Бывший губернатор Гамильтон одалживал Техасу деньги, и именно его усилиями было достигнуто признание Техаса Нидерландами. Поэтому южнокаролинцы в целом сочувствовали Техасу в его конфликте с Мексикой. Когда в 1846 году началась война с Мексикой, общество Южной Каролины раскололось во мнении: Джон Кэлхун был против войны, и многие газеты штата осуждали политику президента, но некоторые её поддерживали. После серии удачных сражений в Северной Мексике общественное мнение в основном смирилось с войной. Правительство запросило у штата один пехотный полк и в июне 1846 года был сформирован «Полк Пальметто», который в конце декабря был переправлен в Алабаму, а 8 марта 1847 года высадился в Мексике у Веракруса и принял участие в осаде города. Летом полк, под командованием бывшего губернатора штата, Пирса Батлера, участвовал в наступлении генерала Скотта на Мехико, и участвовал в сражении при Чурубуско, где погиб полковник Батлер.
В сентябре 1847 года полк был задействован в штурме Мехико, участвовал в боях за замок Чапультепек, а затем стал первым американским полком, который вступил в город Мехико. 29 мая 1848 года полк был направлен обратно в свой штат, прибыл в Мобил в конце июня и был расформирован. Из 1048 человек, служивших в полку, не вернулся 441. В Колумбии и Чарлстоне прошли празднества по случаю возвращения полка, но уже в конце года о войне полностью забыли.

### Споры о рабстве

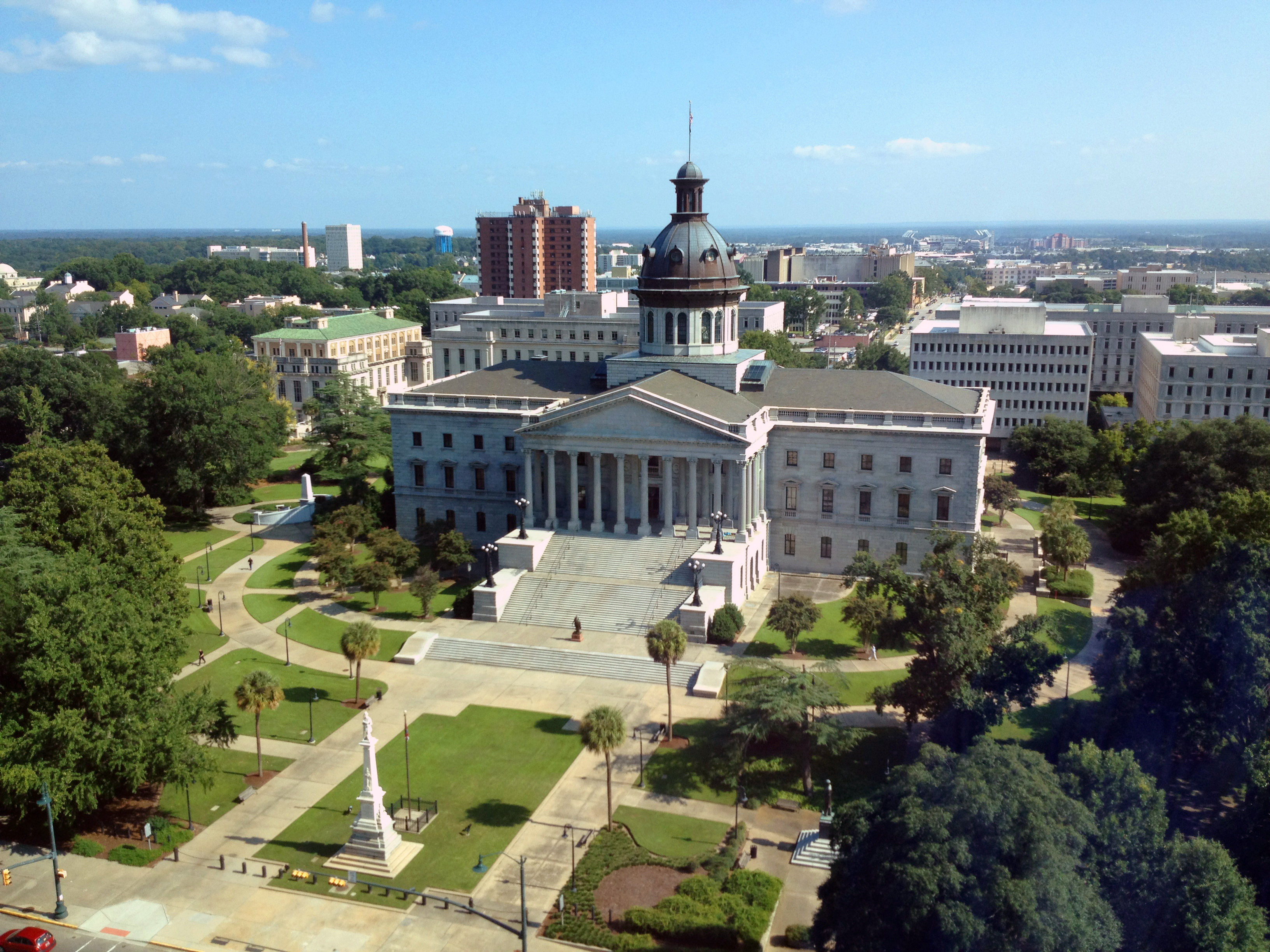
Капитолий Южной Каролины, построенный в 1855 году

Окончание Мексиканской войны совпало с началом новых ожесточённых дискуссий по вопросу рабства. В 1849 году президент Закари Тейлор дал понять, что готов принять Калифорнию в Союз в качестве свободного штата (вопреки Миссурийскому компромиссу). Джон Кэлхун пытался протестовать: 4 марта 1850 года он, будучи уже при смерти, явился в сенат и там было зачитано его обращение, где он предупреждал, что дальнейшие уступки аболиционистам приведут к расколу страны. Он умер 31 марта, а в сентябре Конгресс принял несколько актов, известных как Компромисс 1850 года. Летом того года в Нашвилле собрался конвент южных штатов, но делегаты были настроены на умеренные решения и не прислушались к радикалам из Южной Каролины (присутствовали Ретт и Пикенс). Общество Южной Каролины снова раскололось: некоторые требовали немедленного выхода из состава Союза, другие помнили Таможенный кризис и призывали к осторожности, а третьими были юнионисты. На выборах в декабре радикалы оказались в большинстве и выбрали Джона Минза губернатором, а Ретта сенатором. Ассамблея постановила выделить крупную сумму денег на закупку оружия для усиления обороны штата.
Но остальные южные штаты и в этот раз не поддержали тех, кто выступал за немедленный выход из Союза. В 1852 году в Южной Каролине собрался конвент для обсуждения этого вопроса, но радикалы оказались в меньшинстве. Конвент признал, что штат имеет право на выход из Союза, но сам выход признал пока нежелательным. Ретт в знак протеста покинул своё сенатское место. В итоге, после пяти лет споров (1847—1852) первый сецессионистский кризис завершился. Общество штата устало о конфликтов и политическая жизнь стала более мирной. В эти году президент Франклин Пирс занял благожелательную по отношению к Югу позицию, а Конгресс в 1854 году принял закон Канзас-Небраска, фактически отменивший территориальные ограничения на распространение рабства. Этот закон привёл к началу гражданской войны в Канзасе, и многие южнокаролинцы уехали воевать в Канзас. 16 мая 1856 года массачусетский сенатор Чарльз Самнер осудил тех, кто поддерживает рабство, стал высмеивать южнокаролинского сенатора Эндрю Батлера и сам штат. Тогда член палаты представителей Престон Брукс 22 мая избил Самнера тростью. Самнера объявили героем на Севере, а Брукса — на Юге.
Между тем в 1854 году аболиционисты вошли в состав Республиканской партии, которая хорошо проявила себя уже на президентских выборах 1856 года. С другой стороны, Верховный Суд встал на сторону Юга в деле Дред Скотт против Сэндфорда 1857 года. В 1858 году южнокаролинский сенатор Джеймс Хэммонд заявил, что «север не осмелится объявить войну хлопку. Никакая власть в мире не осмелится на это. Хлопок — король». Менее чем через год аболиционист Джон Браун совершил рейд на вирджинский город Харперс-Ферри. Это событие так напугало Юг, что в Южной Каролине все три враждующие фракции снова объединились. В штате возникли предложения ограничить свободу перемещения гражданам других штатов. В мае 1860 года в Чарлстоне собрался конвент Демократической партии, который на фоне противоречий между южными и северными делегатами раскололся на Национальных демократов и Южных демократов; каждая из групп выдвинула своего кандидата. Тем временем на съезде республиканцев от партии был на выборах был выдвинут Авраам Линкольн. Ему противостояло сразу три кандидата: Брэкинридж от южных демократов, Белл от конституционных юнионистов и Дуглас от северных демократов.

### Сецессия Южной Каролины

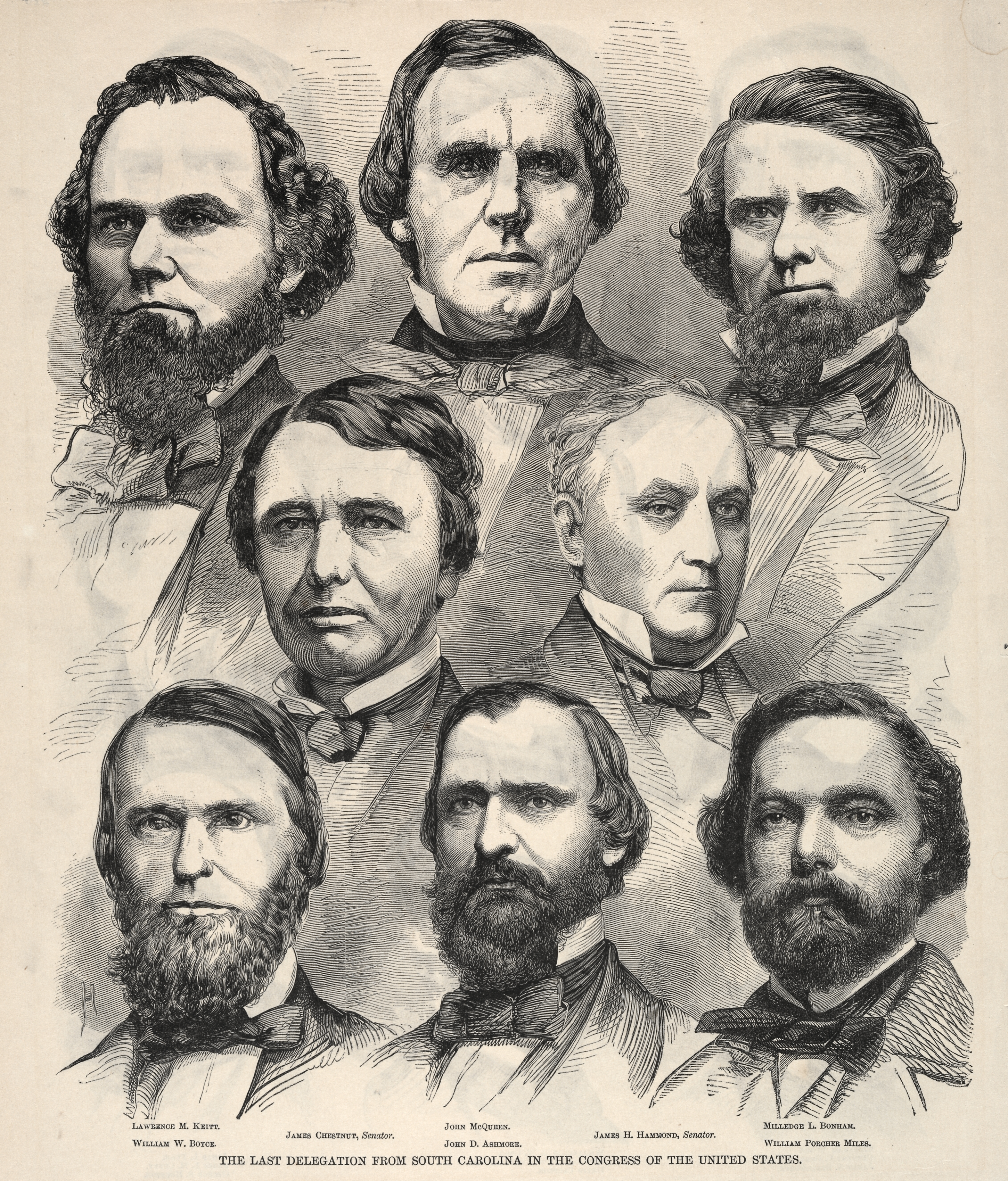
Делегация Южной Каролины в Конгрессе США в 1860 году.

В октябре в Южной Каролине прошли выборы в Ассамблею, 6 ноября Ассамблея собралась, чтобы выбрать делегацию в коллегию выборщиков, а затем не стала расходиться, ожидая результаты президентских выборов. На следующий день стало известно о победе Линкольна. Ассамблея постановила созвать конвент 17 декабря для обсуждения ситуации. Все конгрессмены штата подали в отставку из Конгресса США. 14 декабря прошли выборы губернатора: Ассамблея постаралась не пропустить радикалов на административные посты, поэтому губернатором стал Фрэнсис Пикенс, который на тот момент считался умеренным. Конвент собрался в Колумбии, затем переместился в Чарлстон. 20 декабря 1860 года все 169 делегатов конвента проголосовали за сецессию. Вслед за этим была принята декларация, объясняющая причины сецессии штата и обращение к соседним штатам. Лидеры сецессионистского движения старались действовать осторожно и продуманно, президент Бьюкенен проявлял нерешительность, но обстоятельства приняли неожиданный оборот: 26 декабря майор Роберт Андерсон, командир федерального гарнизона в форте Мултри, захватил форт Самтер в чарлстонской гавани.
К 1 февраля 1861 года уже шесть штатов Юга покинули Союз и стали выбирать делегатов на общий конвент. 4 февраля это конвент открылся в Монтгомери, и вскоре сформировал правительство Конфедеративных Штатов Америки. Южная Каролина прислала 8 делегатов, из них двое были радикалами (Ретт и Кейтт), а шестеро бывшими умеренными: Барнвелл, Меммингер, Чеснат, Уайтерс, Бойлс и Майлз. Ретту не дали пройти в кабинет министров, но он стал председателем комиссии, которая составила Конституцию Конфедерации. Ратификация конституции в Южной Каролине вызвала много споров, и только 3 апреля 1861 года она была ратифицирована: 138 делегатов проголосовали за и 21 против.
12 декабря федеральному гарнизону в форте Самтер предложили сдаться. Он отказался и начался обстрел форта. 14 апреля форт капитулировал. 15 апреля президент Линкольн издал прокламацию о наборе добровольцев в армию, что привело к сецессии ещё четырёх штатов.

## Гражданская война
Считается, что 60 000 южнокаролинцев вступили в армию за годы войны, но эти цифры неточны, поскольку наборов было несколько, а многие южнокаролинцы воевали в полках Северной Каролины. Всего 791 человек откупился от воинской службы, при том что в соседних штатах таких людей было несколько тысяч. Несколько южнокаролинских полков участвовало в первом сражении при Булл-Ран, в основном в бригаде Милледжа Бонема. В этом сражении погибло 43 южнокаролинца, в том числе генерал Бернард Би, и 270 человек было ранено, в их числе Уэйд Хэмптон. После сражения все южнокаролинские полки свели в две бригады: Бонема и Джонса.
Федеральный флот блокировал побережье Южной Каролины, но для надёжной блокады ему нужна была база. Для этих целей в ноябре 1861 года северяне атаковали форты в проливе Форт-Рояль. Форты пали, а 9 ноября северяне вошли в город Бьюфорт. Общество винило в неудаче губернатора Пикенса. Нападки участились после того как 11-12 декабря от Большого пожара сгорело несколько кварталов Чарлстона. Так как губернатор и Ассамблея утратили доверие общества, то 14 декабря был сформирован Исполнительный Комитет, который стал реальной властью в штате. Он просуществовал до декабря 1862 года, после чего был расформирован. Южнокаролинцы были недовольны Комитетом, как и были недовольны правительством Конфедерации, из-за чего вся южнокаролинская делегация в Конгрессе Конфедерации находилась в оппозиции президенту Дэвису.

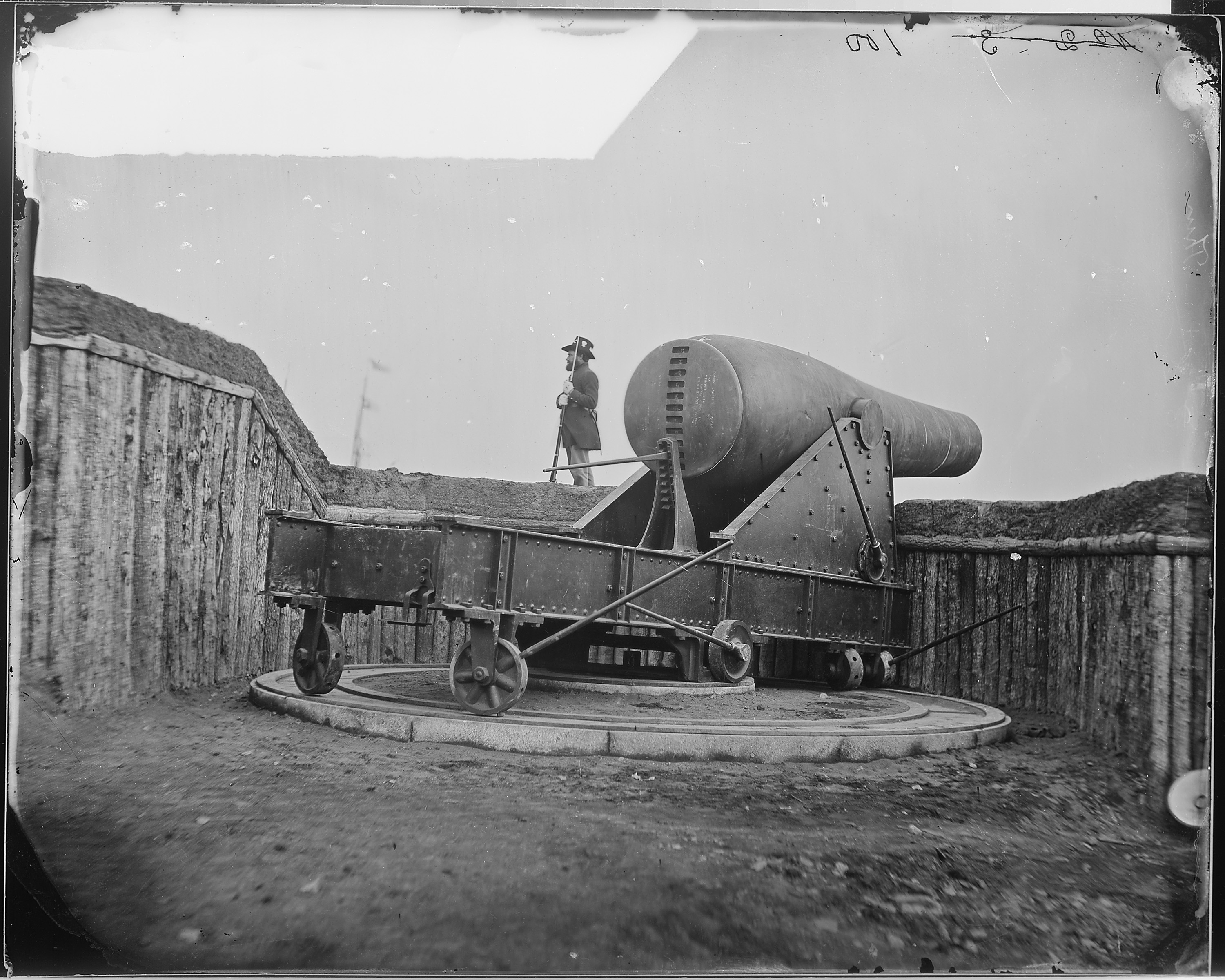
200-фунтовое орудие на острове Моррис, применявшееся для обстрела Чарлстона.

В 1862 году федеральная армия захватила горд Джорджтаун, а затем высадилась на острове Джеймс, но была разбита южанами в сражении при Сесешенвилле 16 июня. В апреле 1863 был обстрелян форт Самтер, а в июле северяне попытались захватить форт Варгер, но первый штурм Вагнера был отбит. 18 июня начался второй штурм форта Вагнер, но и он был отбит, после чего северяне перешли к осаде. 7 сентября южане эвакуировали форт. Федеральная армия установила батарею на острове Моррис, и 22 августа превратила в руины форт Самтер. В тот же день федеральные орудия начали бомбардировку самого Чарлстона.
В 1864 оду армия генерала Шермана прошла Джорджию и вошла в Саванну. У Южной Каролины было всего 20 000 человек войск против 60 000 у Шермана. 1 февраля 1865 года армия Шермана перешла реку Саванна и вступила в Южную Каролину, начав тем самым Каролинскую кампанию. Северяне встретили лишь небольшое сопротивление при Риверсбридж и при Эйкене. 17 февраля южане покинули Колубию, которая в тот же день была разграблена и сожжена федеральной армией. 17 февраля сдался Чарлстон. В феврале капитулировали две армии Конфедерации, но боевые действия в Южной Каролине продолжались: кавалерия Стоунмана вошла в штат в поисках президента Дэвиса, который 2 мая созвал последнее собрание кабинета министров в южнокаролинском Аббвиле. Война закончилась, она привела к разрушению всех крупных городов и 21-го селения. Южане лишились всех рабов, которые составляли половину всей собственности в штате. Штат потерял больше скота, чем любой другой штат Юга. На фронтах войны погибло минимум 18 666 человек. Погиб примерно каждый 15-й житель штата, при том что в среднем по Югу погиб каждый 19-й.

## Послевоенный период

### Эпоха реконструкции

Чарлстон в 1872 году.

Президент Джонсон желал принять южные штаты в Союз как можно быстрее, без предоставления чернокожим права голоса. Этот план известен как «Президентская реконструкция». Но он не устроил радикалов в республиканской партии, и они предъявили южным штатам свои условия, что стало известно как «Конгрессиональная реконструкция». В Южной Каролине период реконструкции длился с 1865 по 1877 год. В 1865 году в Колумбии собрался конвент, который отменил Постановление о сецессии, объявил об отмене рабства и принял новую конституцию, которая отменила в штате рабство, но одновременно ввела «Чёрные кодексы», из-за чего статус чернокожих практически не изменился. Новым губернатором штата был избран Джеймс Орр. Однако, генерал Дэниель Сиклс, командир военного департамента Южная Каролина, сразу объявил «кодексы» недействительными. Весной 1866 года Конгресс США принял 14-й поправку, дающую право голоса чернокожим, но 20 декабря 1866 года Южная Каролина отказалась её ратифицировать, и тогда Конгресс принял Законы по реконструкции.
14 января 1868 года 124 делегата собрались на конституционный конвент и разработали новый текст конституции, которая копировала конституцию Огайо в том, что касалось прав женщин и образования, но зашла ещё дальше в вопросах расового равенства. Она вводила всеобщее избирательное право без имущественных и образовательных ограничений и избирательного налога. Эта же конституция переименовала дистрикты в округа. Теперь все чернокожие, 60 % населения штата, получили права голоса, что дало республиканцам полный контроль над правительством штата. Республиканцы были избраны на все административные посты штата, а губернатором стал республиканец Роберт Скотт. Чернокожие получили власти больше, чем в любом другом штате Юга. Это позволило республиканцам ввести законы по улучшению жизнь чернокожих, но привело к распространению коррупции среди чиновников. Из-за их злоупотреблений и повышенных расходов на школьное образование штат стал оказываться всё глубже в долгах. Белые южнокаролинцы не признавали легитимности республиканского правительства и противодействовали ему, иногда с применением насилия: сформировалась организация Ку-клукс-клан, которая преследовала и иногда убивала республиканских политиков. Администрация президента Гранта в 1871 году приняла ряд жёстких мер против Ку-клукс-клана, ввела военное положение в некоторых округах Южной Каролины, и добилась того, что Ку-клукс-клан был расформирован, и его лидеры покинули штат.
На губернаторских выборах 1876 года демократы применили тактику запугивания избирателей, которая эффективно проявила себя в Миссисипи в 1875 году, и им удалось провести в губернаторы бывшего генерала Конфедерации Уэйда Хэмптона. Его конкурент, республиканец Даниель Чемберлен, не признал результаты выборов, но всё белое население было на стороне Хэмптона, из-за чего Чемберлену не удавалось собрать денег на свою кампанию, и он не мог сформировать вооружённые отряды для охраны своих сторонников. Президент Ратерфорд Хейс встретился с Хэмптоном и Чемберленом и в итоге решил не вмешиваться на стороне Чемберлена. В апреле 1877 года Чемберлен подал в отставку, и губернатором стал Хэмптон, что стало концом эпохи реконструкции в Южной Каролине.

### Эпоха Бурбонной демократии
В 1877 году к власти в Южной Каролине вернулись демократы, которых применительно к той эпохе принято называть Бурбоными демократами, по аналогии с французскими Бурбонами эпохи реставрации. Они сами называли себя Консерваторами или Демократами, хотя в остальных штатах юга демократы не называли так себя до 1880-х годов. В основном эта была та же элита, что управляла штатом до войны. Эти люди сразу же взялись за выявление случаев мошенничества и коррупции прежней администрации, и несколько человек были арестованы по этим обвинениям, но они были амнистированы, а федеральные власти за это закрыли глаза на нарушения на выборах 1876 года. Администрация Хэмптона старалась наладить гармоничные расовые отношения; губернатор назначил 86 чернокожих на различные должности, и финансировал чёрные и белые школы на равных основаниях. В итоге в 1878 году Хэмптон был переизбран почти единогласно: за него голосовало и чёрное и белое население штата (хотя он сразу же перешёл в Сенат США). Вместе с тем, в 1882 году был принят закон, запрещающий голосовать неграмотным, который лишил права голоса почти 80 % чёрного населения. И если в 1872 году в законодательном собрании штата было 96 чернокожих, то к 1890 осталось всего 7 человек.

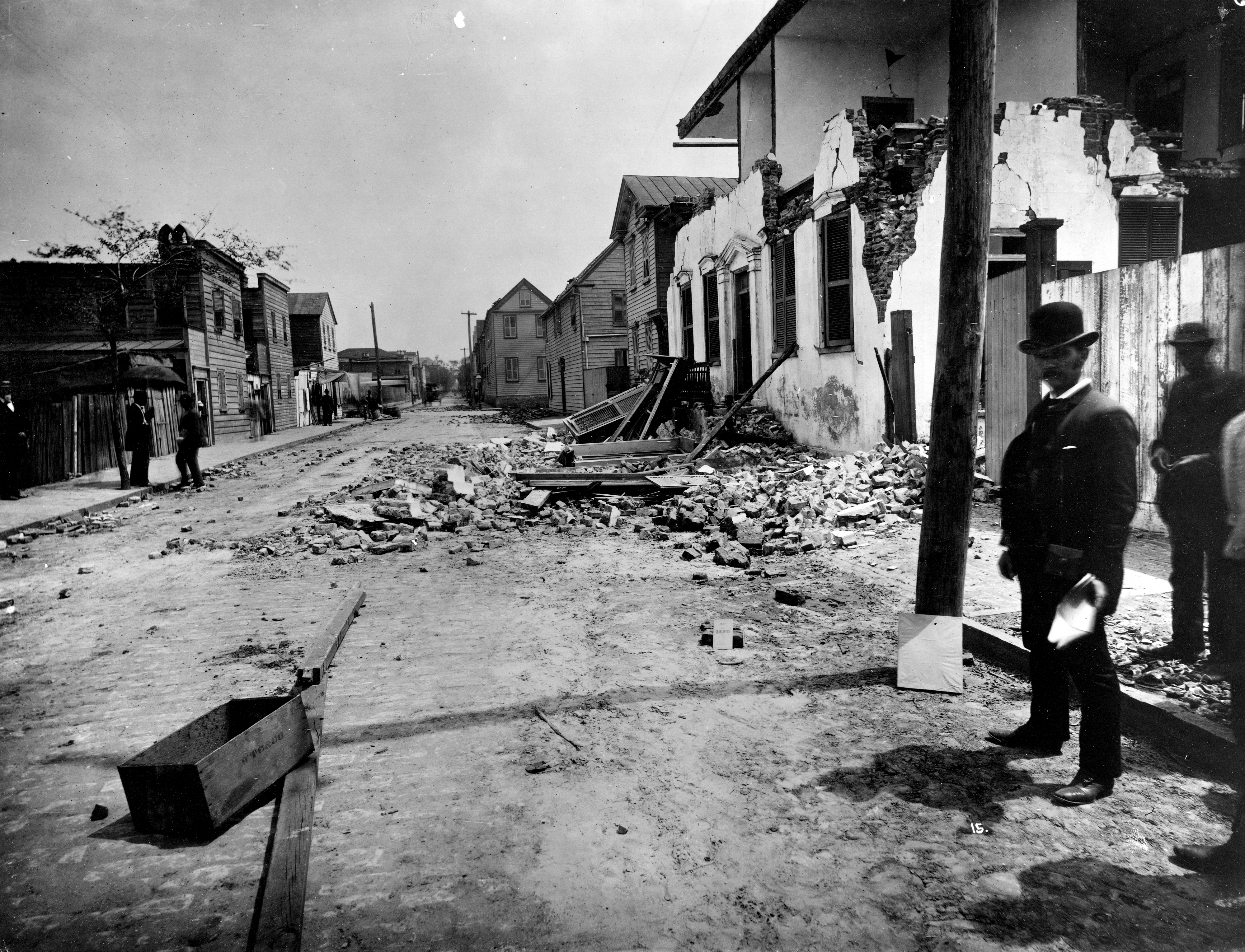
Чарлстон после землетрясения 1886 года.

В те годы общественные места не были сегрегированы, но чёрное и белое сообщество жило обособленно. Были чёрные и белые церковные общины, а также чёрные и белые бейсбольные команды. Белые отмечали День памяти Конфедерации (10 мая, годовщина смерти Джексона) и День Благодарения, а чёрные отмечали День независимости и День эмансипации. По этой причине чёрные и белые почти не встречались на общественных мероприятиях и в транспорте.
Чарлстон переживал трудный период в конце века: если в 1800 году он был 4-м крупнейшим городом в США, то в 1890 он стал 68-м. 25 августа 1885 года на город обрушился ураган 3-й категории (2-й ураган сезона 1885 года), который разрушил 90 % всех зданий в городе. А уже 31 августа 1886 года город пострадал от землетрясения (6,6 по шкале Рихтера). Общее благосостояние южнокаролинцев тоже изменилось с довоенных времён: в 1860 году оно оценивалось в $864 на человека (существенно выше, чем среднее по США $608), а в 1880 году оценивалось в $297 (втрое ниже чем среднее по США $870). Производство хлопка росло за счёт производства продуктов питания, но цены на него падали: с 14 центов за фунт в 1873 до 9,8 центов в 1880. Цены на рис тоже стали падать после открытия Суэцкого канала. Губернаторы штата того времени все были фермерами по образу жизни, но так как они думали лишь о поддержании существующего порядка, а не о будущем, то у них не было никаких идей относительно экономики.
Поскольку правительство штата ничего не предпринимало, фермеры решили взять дело в свои руки: в 1871 году в Чарлстоне образовалась фермерская организация Грендж. Они добились создания Сельскохозяйственного бюро в 1879 году, но в остальном не смогли решить актуальные проблемы и к 1785 году Грендж почти исчез из жизни общества. Но уже в 1887 году появилось первое отделение Фермерского альянса, а к 1890 году в штате было уже 60 000 членов Альянса. Правительству пришлось идти навстречу: в 1887 году при Университете Южной Каролины появился Сельскохозяйственный департамент. В 1885 году крупный фермер Бенджамин Тиллман выступил с критикой правительства штата, и фермеры в массе поддержали его. Весной 1886 года он собрал в Колумбии фермерский конвент, который постепенно превратился из форума фермеров в политическую машину. В 1886 и 1888 годах Тиллман пытался продвигать своих сторонников в губернаторы, но оба раза неудачно. В 1890 году он сам был выдвинут кандидатом в губернаторы и после ожесточённой предвыборной кампании победил с колоссальным отрывом. В некоторых округах за него проголосовало 95 % населения.
Первым же своим решением Тиллман и его сторонники в Ассамблее вывели из сената США Уэйда Хэмптона и выбрали на его место Джона Ирби. Это стало концом политической карьеры Хэмптона. В области экономики Тиллману удалось сделать немного, но он обвинил в этом консерваторов в Ассамблее штата и призвал народ поддержать его на выборах 1892 года. На этот раз консерваторы лучше подготовились, но это им не помогло и Тиллман снова победил. В том году южнокролинцы проголосовали за введение Сухого закона, и Ассамблея приняла такой закон, но Тиллман решил, что этот закон непрактичен, и вопреки воли избирателей и вопреки воле Ассамблеи внёс правку, которая вместо запрета алкоголя вводила монополию на его производство. С 1 июля 1893 года был открыт так называемый «Диспансер», который теперь единственный имел право продажи алкоголя. Это привело к расцвету подпольной торговли алкоголем и породило несколько бунтов, известных как «Диспансерные войны». Несмотря на это и на возражения Верховного суда, «Диспансер» продолжал работу и к 1899 году давал штату половину его бюджета.
В 1894 году на сенатских выборах победил действующего сенатора Мэтью Батлера и, выдавив таким образом из политики последнего сторонника Уэйда Хэмптона, прошёл в Сенат США. «Тиллманит» Джон Гэри Эванс был им продвинут в губернаторы штата. Теперь угрозу для Тиллмана представляли только голоса чернокожих, которых было уже мало, но они всё ещё влияли на политику. Для устранения этой угрозы было решено изменить конституцию. Тем самым Южная Каролина стала вторым штатом после Миссисипи, лишивших чернокожих права голоса.

### Конституция 1895 года
В 1894 году общим голосованием было решено (небольшим перевесом голосов, 31 402-29 523) созвать конституционный конвент для пересмотра конституции 1868 года. 6 делегатов этого конвента были чернокожими, и подавляющее большинство делегатов было тилманитами. Конвент ужесточил образовательный ценз для голосующих, сделав несколько послаблений в пользу неграмотных белых, но в 1898 году и эти послабления были отменены. Женщины получили право собственности и право заключения контрактов, но не получили права голоса. Тиллман предложил легализовать разводы, но предложение было отклонено. Конвент ограничил права местного самоуправления, создав жёстко централизованную систему администрации. Конвент увеличил количество округов с 35 до 36, и упростил процесс их создания, так что в последующие 20 лет их возникло ещё 10. В ноябре 1895 года все изменения вошли в Новую конституцию, которая не проходила одобрения референдумом.
Новая конституция узаконила сегрегацию школ, но на этот раз власти не следили за равным финансированием чёрных и белых школ. В 1896 году Верховный суд в деле Плесси против Фергюсона узаконил сегрегацию, и она стала быстро распространяться в Южной Каролине. В 1897 году в Чарлстоне появились электрические трамваи, которые сразу были сегрегированы. В 1898 году были сегрегированы железнодорожные пассажирские вагоны. К началу Мировой войны были сегрегированы практически все сферы общественной жизни, а то, что не было сегрегировано законом, стало сегрегировано в силу традиции. Чернокожим стало недопустимо появляться в чарлстонском парке Бэттери, а в парке Колониал-Лейк можно было появляться, но нельзя было садиться на скамейки. К чернокожим стало не принято обращаться «Мистер», «Мисс» или «леди».
В целом приход к власти тиллманитов не стал революцией, как это часто называли. Тиллман принёс в штат «Новый порядок», который мало чем отличался от порядка Бурбонных демократов, но этот Порядок был более открытым для изменений и инноваций. Он помог Южной Каролине подготовиться к изменениям, которые её ждали в XX веке.

### Испано-американская война
В феврале 1898 года в порту Гаваны взорвался броненосец USS Maine, а в апреле США объявило войну Испании. Началась Испано-американская война. Президент призвал сформировать армию в 125 000 человек, от Южной Каролины требовалось выставить 1 пехотный полк, 1 пехотный батальон и 1 батарею тяжёлой артиллерии. Сформированный 1-й Южнокаролинский пехотный полк был отправлен во Флориду, где им командовал Джеймс Тиллман, племянник сенатора Тиллмана. Но лишь 2-й Южнокаролинский полк успел добраться до Кубы до конца войны: он стоял лагерем под Гаваной, где понёс большие потери от болезней. Война закончилась в том же 1898 году, а уже в 1899 году выросли цены на хлопок, что привело к подъёму экономики Южной Каролины. В том же году губернатор Уильям Эллерб умер на посту, и его место занял вице-губернатор Майлз Максуини. В 1900 году он был избран на полный губернаторский срок. Рост доходов позволил штату в 1901 году собрать деньги на установку памятника южнокаролинцам на поле боя при Чикамоге.

## XX век
В 1900 году население Южной Каролины достигло численности 1 340 316 человек и штат имел 9 человек в коллегии выборщиков. На президентских выборах того года почти все голоса штата (92.96 %) достались кандидату от демократов, Уильяму Брайану.

### Эпоха Прогрессивизма

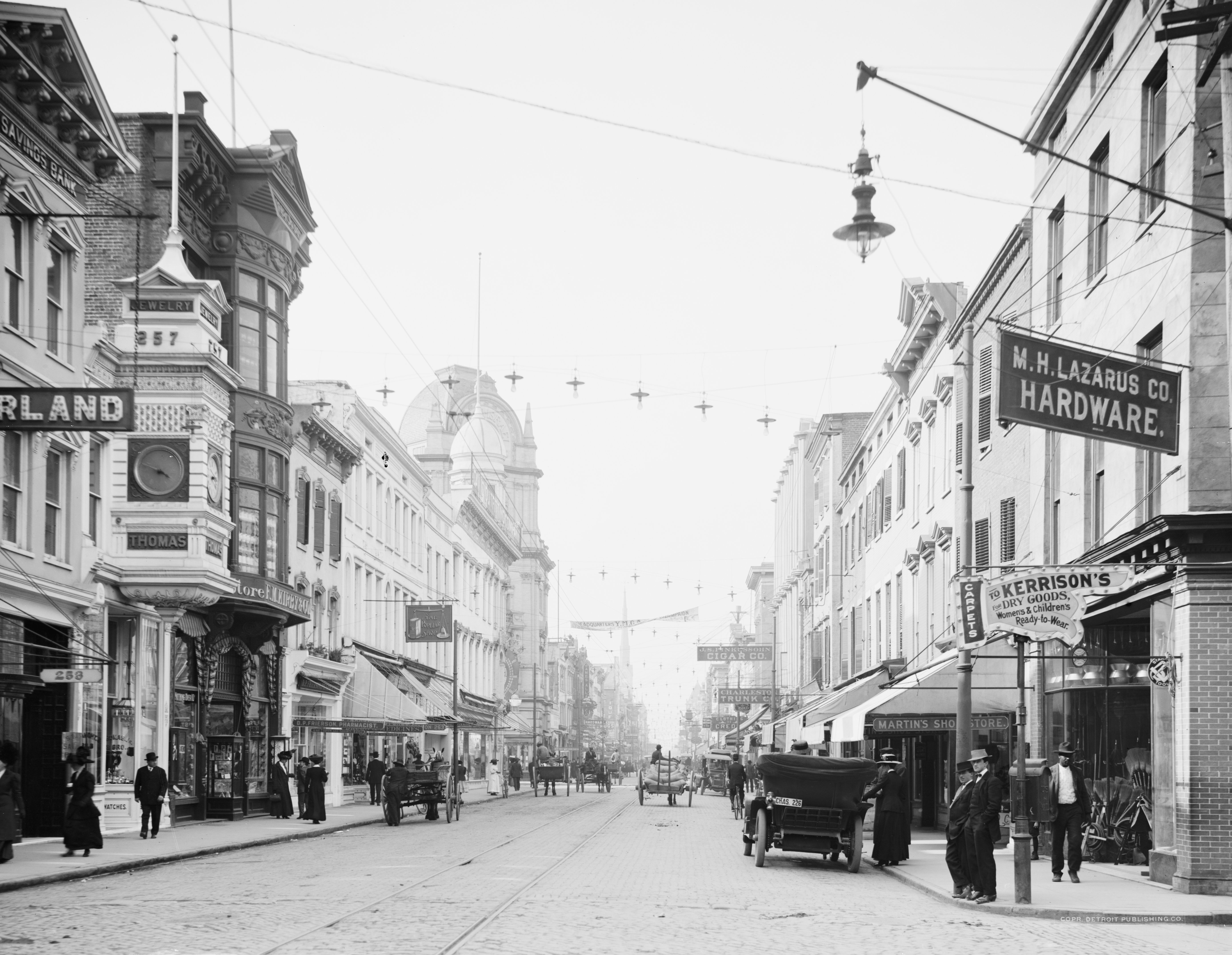
Улица Кинг-Стрит в Чарлстоне в 1910—1920 годах.

В начале XX века Южная Каролина была отстающим штатом: её население было бедным и плохо образованным, а экономика сильно зависела от хлопка. В обществе образовался запрос на реформы, что привело к распространению идей прогрессивизма. Как и везде по стране, южнокаролинские прогрессивисты были представителями городского среднего класса. Это были юристы, журналисты, врачи, учёные и так далее. Движение началось около 1900 года и тянулось до 1920-х годов. Они верили в то, что экономический прогресс приведёт к прогрессу социальному. Они требовали наведения порядка в бизнесе и административном управлении. Но для Южной Каролины того времени их требования были слишком радикальными и встречали сопротивление консерваторов. Прогрессивистам приходилось жить в реалиях однопартийной системы, где были сильны позиции тиллманитов, и ощущалось наследие бурбонных демократов, поэтому они действовали очень осторожно.
Начало прогрессивизма в Южной Каролине обычно связывают с принятием закона об ограничении труда детей, принятого в 1903 году. Согласно этому закону, запрещалось нанимать детей до 10 лет на работу на фабрики или шахты. Позже минимальный возраст подняли до 12 лет. В последующие 10 лет по всему штату строились школы, библиотеки и госпитали, возникали парки, и проводились реформы местного самоуправления. Больше всего беспокойства вызывало образование: к 1890 году 45 % взрослого населения штата (старше 10 лет) не умело читать или писать. По улицам Чарлстона в начале века ещё ходили коровы и свиньи, и только несколько эпидемий тифа заставили принять меры: была проложена канализация, улицы замощены, а выпас домашнего скота запрещён. В Колумбии улицы были замощены к 1907 году. За первое десятилетие века во многих городах появились электрические трамваи. Телефонные линии в городах начали появляться ещё в 1880-х годах, тогда же начался переход с газового освещения на электрическое.
В то же время общество продолжало требовать запрета алкоголя. В 1906 году губернатором стал прогрессивист Мартин Энсел, по инициативе которого монополия на производство алкоголя была отменена, а округам дали право самим вводить у себя сухой закон. К 1909 году только 6 округов не ввели у себя запрета. В 1915 году был введён полный запрет на торговлю алкоголем. Вопреки ожиданиям, это не снизило случаев насильственной смерти. Чарлстон оставался вторым городом в стране по количеству убийств, уступая только теннессийскому Мемфису.
В 1919 году Конгресс США принял 19-ю поправку, дающую женщинам право голосования. Когда в 1920 году поправка рассматривалась в Ассамблее Южной Каролины, её отклонила и Нижняя палата (93—21), и сенат (32—3). Но в августе того года Теннесси стал 36-м штатом, ратифицировавшим поправку, и она вступила в силу. Правительство штата символически ратифицировало поправку только в 1969 году.
Однако, реформы встречали сопротивление в среде рабочих, которым не нравилось, что правительство вмешивается в их частную жизнь. Эти настроения уловил Кольман Блис, бывший тиллманит, который в 1910 году смог победить на выборах и стать губернатором штата. Он читал, что проституция, пьянство и азартные игры — это частный выбор человека, куда государство не должно вмешиваться. Ассамблея штата состояла в основном из прогрессивистов, но Блис накладывал вето на все их решения. На президентских выборах 1912 года южнокаролинцы проголосовали за президента-прогрессивиста (Вильсона) и губернатора-антипрогерссивиста (Блиса). Но уже на губернаторских выборах 1914 года победил прогрессивист Ричард Мэннинг, период губернаторства которого (1914—1919) стали пиком прогрессивизма в Южной Каролине. Никогда ещё в истории штата не бывало лучшего взаимопонимания между губернатором и Ассамблеей. Прогрессивистам удалось добиться впечатляющих результатов, хотя их усилиям помешала Вторая мировая война.

### Первая мировая война
В апреле 1917 года Конгресс объявил войну Германии. Губернатор Мэннинг поддержал это решение, но в штате было много недовольных. Немецкие и ирландские эмигранты провели несколько антивоенных митингов. Сенатор Блис выступил против войны, осудив Мэннинга и сравнив его с губернаторами эпохи Реконструкции Юга. Но общество в целом не протестовало, 307 000 человек зарегистрировались как военнообязанные и из них 54 000 было мобилизовано. Пожертвованиями на военные нужды удалось собрать почти 100 миллионов долларов — это был один из самых высоких результатов по стране в пересчёте на человека. Были открыты лагеря Кэмп-Джексон, Кэмп-Сивер и Кэмп-Уодсворт. Под давлением федеральных властей были закрыты все публичные дома в Чарлстоне и Колумбии. Нацгвардия штата была влита в 30-ю пехотную дивизию, которая проходила тренировку в лагере Кэмп-Сивер. В сентябре 1918 года она участвовала в прорыве Линии Гинденбурга. Многие южнокаролинцы служили в 81-й пехотной дивизии и в 371-м пехотном полку. Из 79 медалей Почёта, выданных в ту войну, 7 досталось южнокаролинцам. Одним из самых известных участников войны стал Фредди Стоуэрс, единственный чернокожий, награждённый медалью Почёта за обе мировые войны.
Экономика штата за годы войны переживала взлёты и падения. 70 % всех доходов давал хлопок. В 1914 году фунт хлопка стоил 13 центов, затем цены упали вдвое, и южнокаролинцам стало некуда сбывать свою продукцию, но в 1915 году цены поднялись, а в 1917 году стремительно взлетели вверх. Ещё в 1920 году фунт хлопка стоил около 40 центов, но в конце 1921 года упал до 13 центов. Хорошие доходы давало и выращивание табака, который появился в Южной Каролине ещё в 1890 году. Цены на табак постепенно понижались, но ещё в 1906 году акр табака давал в полтора-два раза больше денег, чем акр хлопка. В 1920 году цены на табак внезапно упали вдвое.
Всего за годы Первой Мировой войны 64 000 южнокаролинца служили в рядах армии, 2085 уроженцев штата погибли на службе, из которых 460 погибли непосредственно в боях или от боевых ранений. Когда военнослужащие стали возвращаться домой в 1919 году, они стали менее терпимы к сложившейся социальной и расовой несправедливости. Чернокожие стали требовать равноправия, что привело к ряду беспорядков и к расовому бунту в Чарлстоне, но беспорядки постепенно утихли.

### Ревущие двадцатые

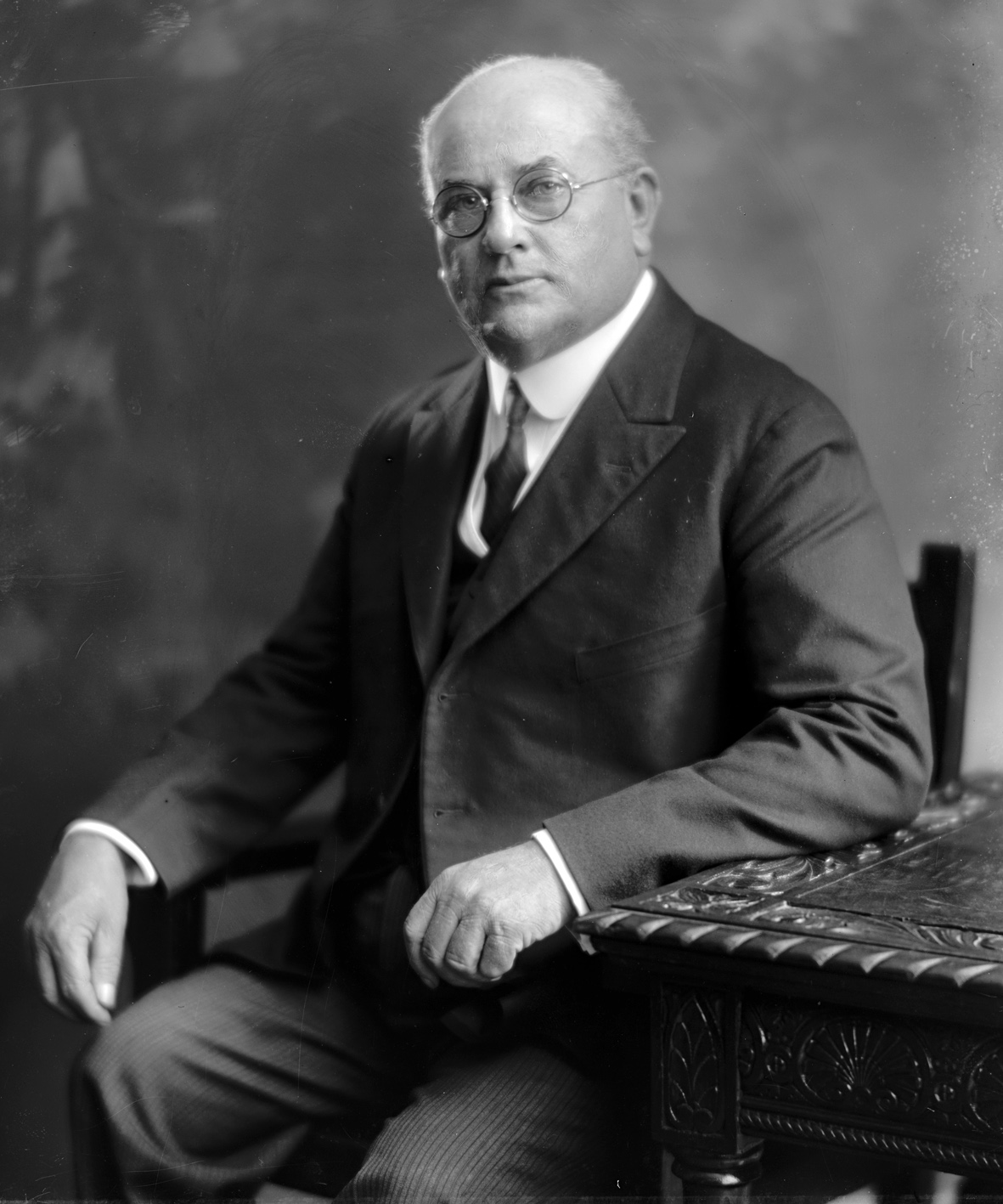
Томас Маклеод, губернатор с 1923 по 1927 год.

В 1919 году на смену Мэннингу пришёл другой прогрессивист, Роберт Купер, который продолжил реформы, но его реформы сорвались из-за падения цен на сельскохозяйственную продукцию. К этому времени общество уже устало от реформ, и борьба за совершенствование общества приняла вид борьбы за моральные устои. Правительство боролось с подпольным рынком алкоголя (который расцвёл после принятия 18-й поправки и введения Сухого закона) и азартными играми. Участились так называемые «голубые законы», ограничивающие работу в воскресенья. В Гринвилле молодую пару приговорили к уплате штрафа за то, что они целовались на главной улице. Возникли протесты против общественных бассейнов. Борцы за консервативные ценности обрели союзника в лице возрождённого Ку-Клукс-Клана, который появился в 1915 году в Алабаме и быстро распространился в штатах Среднего Запада. Ку-клукс-клановцы объявили себя врагами негров, евреев и католиков. В Южной Каролине к нему присоединились многие политики.
Фермеры в это время уже страдали от падения цен на хлопок, но теперь пришла новая беда: нашествие Хлопкового долгоносика. Он распространялся из Мексики на северо-восток и впервые появился в Южной Каролине в 1917 году, но проблемой стал только через несколько лет. В 1921 году он уничтожил плантации хлопка на островах. К началу 1930-х годов производство островного (длинностеблевого) хлопка прекратилось полностью. В 1922 году долгоносик напал на короткостеблевой хлопок, из-за чего его производство в некоторых округах сократилось в 10 раз, а в целом по штата втрое. В 1920-х годах Южная Каролина производила в среднем 801 000 тюков хлопка в год, почти вдвое меньше, чем в предыдущее десятилетие. Эти катаклизмы привели к миграции и чёрного и белого населения, при этом чернокожие уезжали на север, а белые на юг и на запад. Некоторые округа в 1920-е годы потеряли 15 % своего населения.
Правительство штата в 1920-е годы почти ничего не предпринимало. Всего два закона были приняты за это время: закон 24 года, гарантирующий детям минимальное школьное образование был принят ввиду того, что школы штата оказались на последнем месте по уровню расходов на 1 ученика. В 1929 году были выделены средства на постройку шоссейных дорог. К тому времени в штате было уже 170 000 автомобилей, но всего 225 миль дорог с твёрдым покрытием. Пока правительство бездействовало, города пытались развивать у себя туризм. Колумбия придумала фестиваль, чем-то напоминающий Марди-Гра, а в Чарлстоне впервые были построены крупные отели. Впоследствии Депрессия повредила чарлстонскому туризму, но тем не менее перед войной город принимал по 300 000 туристов в год. В это же десятилетие были приложены усилия к описанию и охране старинных зданий по всему штату. Было издано множество статей по истории штата и около трёх сотен крупных научных книг хорошего качества.

### Депрессия и Новый курс
Южнокаролинцы полагали, что хуже 1920-х годов уже ничего не будет, но в 1929 году с падением фондового рынка началась Великая депрессия. Производство сельскохозяйственной продукции в штате снизилось втрое за 20-е годы, но упало ещё втрое к 1932 году. Некоторые наёмные рабочие были готовы работать только за еду. В штате закрывались текстильные фабрики и разорялись банки. Железнодорожный транспорт штата, некогда монополист на рынке грузоперевозок, начал нести убытки из-за конкуренции с автомобильным транспортом уже в середине 20-х годов, а в 30-е Депрессия нанесла ему ещё один удар. В итоге с 1925 по 1941 год в штате вышли из употребления 500 миль железных дорог.
Ассамблея и губернатор Блэквуд не могли справиться с кризисом, и надеялись только на федеральную помощь, но президент Гувер не осознавал масштабов катастрофы. Как следствие, на выборах 1932 года победил демократ Франклин Рузвельт, набравший в Южной Каролине 98 % голосов, больше чем в любом другом штате. В его кабинете южнокаролинец Дэниель Ропер возглавил Министерство торговли. Введённый Рузвельтом Закон о регулировании сельского хозяйства ограничил объёмы производства хлопка, пшеницы и табака, чем сумел поднять стоимость фунта хлопка с 5 до 10 центов за фунт и спасти многих фермеров от разорения. Программа WPA создала рабочие места на строительстве дорог и парков. Программа NRA помогла текстильной промышленности, стандартизировав зарплаты и рабочее время.
Крупнейшим проектом в штате стало строительство системы, известной как «Санти-Купер». На федеральные средства была улучшена навигация по рекам Санти, Купер и Конгари, осушены болота, посажены леса, построены дамбы, созданы водохранилища, и запущены электростанции, которые стали снабжать электроэнергией промышленность Чарлстона. Проект удалось начать только в 1929 году, но он дал результат уже через три года.
Политика Рузвельта была популярна в штате и Южная Каролина голосовала за него на выборах 1936 и 1940 года, хотя существовала и оппозиция, которая подозревала Рузвельта в желании разрушить систему сегрегации, чтобы заполучить голоса чернокожих. Но оппозиция всегда была в меньшинстве. В 1930 году сенатор Кольман Блис проиграл сенатские выборы и сенатором от Южной Каролины стал Джеймс Бирнс, который во всём поддерживал администрацию президента, был доверенным лицом Рузвельта и стал самым влиятельным южнкоаролинцем со времён Джона Кэлхуна. Второй сенатор, Эллисон Смит, стал противником многих мер президентского Нового курса.
Мэр Чарлстона Бёрнет Мэйбэнк был политическим союзником Бирнса и решительным сторонником Нового курса, много сделавшим для реализации проекта «Санти-Купер». В 1938 году он был избран губернатором, разрушив давнее поверье о том, что житель Чарлстона не может стать губернатором.

### Вторая мировая война

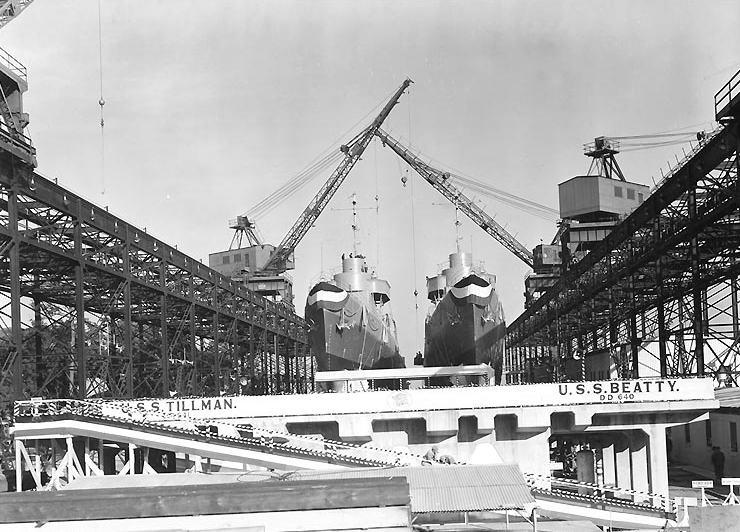
Эсминцы USS Tillman и USS Beatty на Чарлстонской верфи в 1941 году

В предвоенный период в Южной Каролине существовала своя промышленность, но она занималась исключительно обработкой хлопка. Всё изменилось в 1941 году, когда США вступили в войну с Японией. Война сделала то, что не смог сделать Новый курс: она покончила с безработицей в штате. 184 000 южнокаролинцев, мужчин и женщин, были забраны в армию. Множество рабочих требовалось на оборонных предприятиях. Текстильные фабрики работали в три смены. Жители ферм стали искать работу в оборонной промышленности, из-за чего к полевым работам пришлось привлекать женщин и детей. Наплыв рабочих в промышленные центры привёл к росту цен на жильё. Военно-морской департамент подсчитал, что жилищные условия настолько снижают производительность труда, что флот теряет в месяц деньги, равные стоимости эсминца. Это заставило правительство выделить деньги на постройку дополнительного жилья и начать регулирование расценок на жильё. Из-за нехватки продовольствия были введены карточки на 200 наименований продуктов, а также на обувь и бензин, и только электричество не было лимитировано, благодаря наличию в штате гидростанций проекта «Санти-Купер».

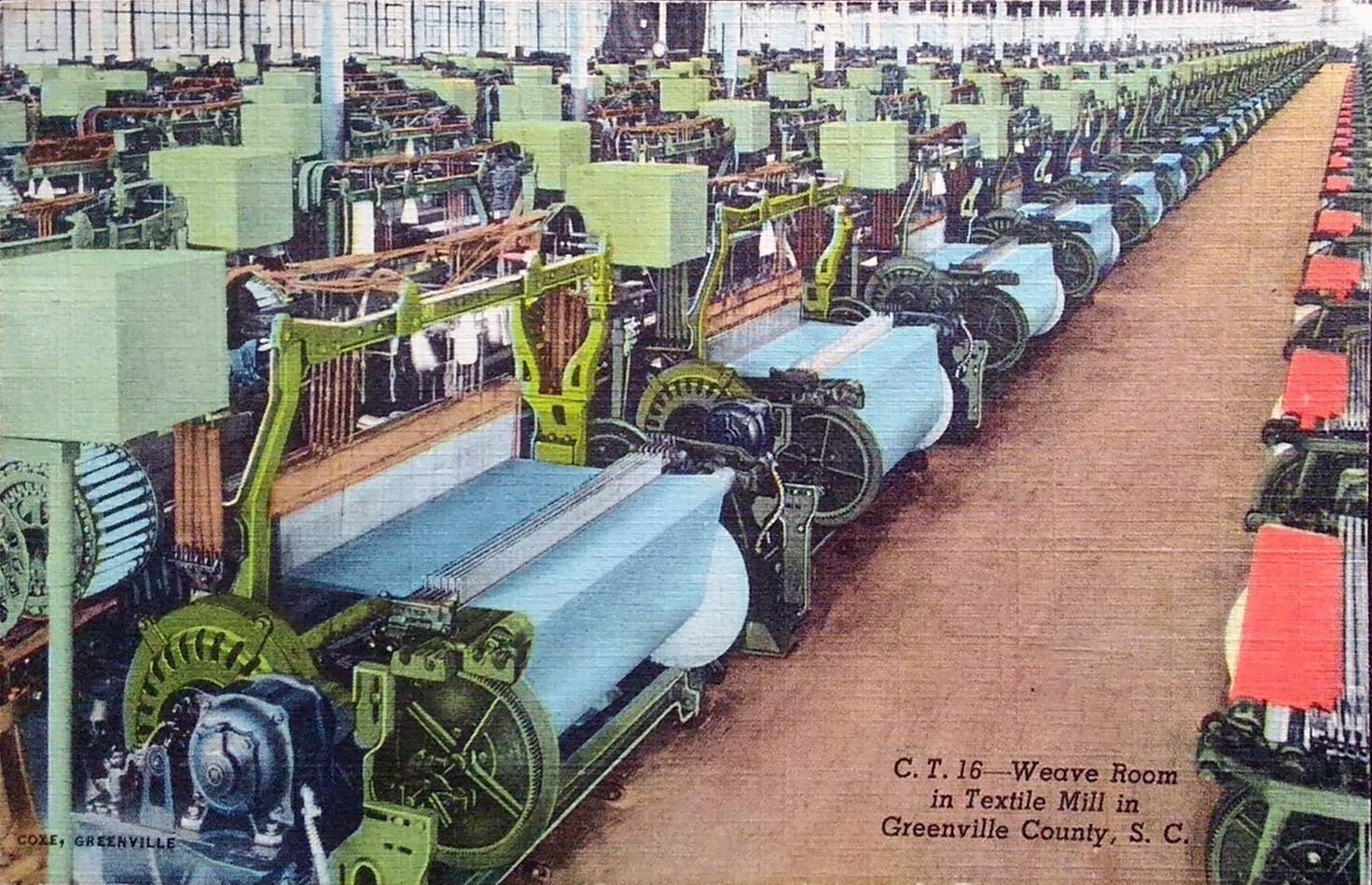
Ткацкий цех на текстильной фабрике, Южная Каролина, 1944 год

С 1939 по 1943 год потребление хлопка-сырца выросло на 60 %, что улучшило положение лёгкой промышленности, но в штате почти не было тяжёлой промышленности, сравнимой с авиационными заводами Джорджии или оружейными заводами Северной Каролины. Некоторым исключением были Чарлстонские верфи, которые построили около 300 кораблей среднего и малого тоннажа. Их обслуживали несколько сталелитейных фабрик, производящие детали для кораблей. Приток рабочих из других штатов привёл к некоторым изменениям в правилах сегрегации, но в целом не изменил её. Конгрессмены от Южной Каролины следили за тем, чтобы на оборонных предприятиях белые не работали бок о бок с неграми, и чтобы нацменьшинства не получали повышения в обход белых.
Когда война завершилась, в штате было 700 000 рабочих, и возникла проблема трудоустройства 184 000 демобилизованных. 90 % ветеранов предпочти вернуться в свой штат, но около половины желали сменить прежнюю работу. 49 000 человек рассчитывали начать свой собственный бизнес — и многим это удалось. Ветераны стали самой политически активной частью населения, и громко требовали реформ. В такой обстановке прошли напряжённые губернаторские выборы 1946 года, на которых победил Стром Термонд, бывший сенатор и герой войны. При нём была улучшена система школьного образования и модернизирован порт Чарлстона. Были приняты поправки к конституции штата, которые отменили налог на голосование и легализовали разводы: Южная Каролина стала последним штатом, разрешившим разводы. При Термонде в 1947 году произошло линчевание Уилли Эрла, громкое дело, которое привлекло внимание всей страны и заставило президента Трумена принять ряд решительных мер в области прав человека.

### Послевоенные годы

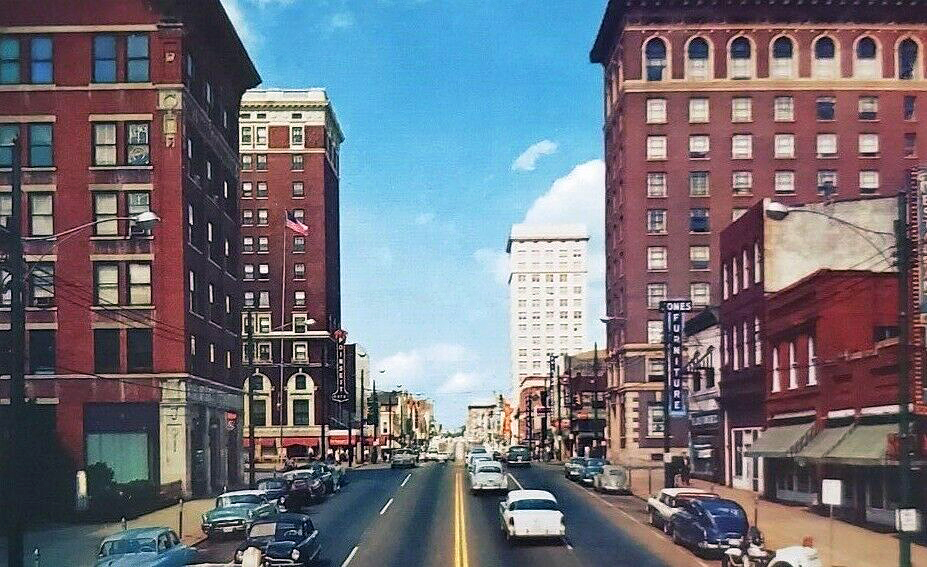
Центральная улица Гринвилла, 1958 год

В 1951 году губернатором стал Джеймс Бирнс при котором Верховный суд начал рассматривать дело Бриггс против Эллиота, первое дело о школьной сегрегации. Губернатор нанял лучших адвокатов, лично говорил с президентом Эйзенхауэром, отстаивая законность раздельного, но равного образования, но вопреки его усилиям в 1954 году сегрегация была объявлена антиконституционной. Это решение вызвало бурю протеста в Южной Каролине, и даже снова ожил Ку-Клукс-Клан, хотя и не получил поддержки в обществе. В штате началась травя сторонников десегрегации, которых приравнивали к коммунистам и атеистам. Бывший губернатор Термонд, перейдя в сенат США, стал бороться с сегрегацией из Вашингтона и стал одним из авторов документа Southern Manifesto. В штате в 1955 году борьбу с десегрегацией продолжил новый губернатор, Джордж Тиммерман, но безуспешно. Ещё в 1948 году были десегрегированы военные учреждения, а в 1954 году несколько религиозных школ. В 1956 году в Колумбии не без сопротивления были десегрегированы городские автобусы.
В 1950-е годы изменилось сельское хозяйство штата: 150 000 фермеров переехали в города, множество чернокожих фермеров покинули штат, обрабатываемые земли сократились вдвое, а механизация почти вытеснила ручной труд. Исчезли издольщики, вышли из употребления мулы и ручные плуги. Табак стал вытеснять хлопок из сельского хозяйства. Одновременно стала развиваться промышленность, а Чарлстонский порт снова стал одним из крупнейших в стране. Одновременно с ростом городов и промышленности стала формироваться городская элита, которая угрожала монополии прежней сельской элиты во всех сферах общественной жизни.
После войны правительство США стало создавать заводы по производству радиоактивных материалов и для этой цели в 1950 годы было выбрано место на реке Саванна у города Эйкен: здесь был построен завод Savannah River Site (SRS), который с 1952 года производил тяжёлую воду, а на полную мощь заработал с 1956 года. Здесь производился главным образом тритий и Плутоний-239. В 1988 году были остановлены три из пяти реакторов, а затем завод перешёл полностью на переработку ядерных отходов, но в 2002 году здесь работало 13 800 человек.
В ноябре 1959 года чернокожего бейсболиста Джеки Робинсона не пустили в зал ожидания Гринвиллского аэропорта, что привело к первому в истории штата открытому протесту: Новогоднему маршу против сегрегации в январе 1960 года. В феврале прошла первая сидячая забастовка студентов в городе Гринсборо штата Северная Каролина, а через несколько недель аналогичные акции прошли по всей Южной Каролине. Начавшись в 1960 году, они продолжались три года, и проходили обычно мирно. Происходящее начало беспокоить индустриальную элиту штата, которая уже знала, что аналогичные протесты в Арканзасе привели к прекращению инвестиций в экономику штата. В 1961 году крупные промышленники сформировали комитет, который обсудил положение и решил, что сегрегация мешает развитию штата. Эти события наложились на столетие Гражданской войны, в связи с чем правительство решило разместить флаг Конфедерации на Капитолии штата. Одновременно губернатор Эрнест Холлингс, изначально убеждённый сегрегационист, стал говорить о неизбежности десегрегации. Когда в 1962 году произошли вспышки насилия в штате Миссисипи, Холлингсу предложили поддержать миссисипских сегрегационистов, но он отказался. В целом его спокойная, взвешенная позиция резко отличалась от расистской риторики других губернаторов юга.

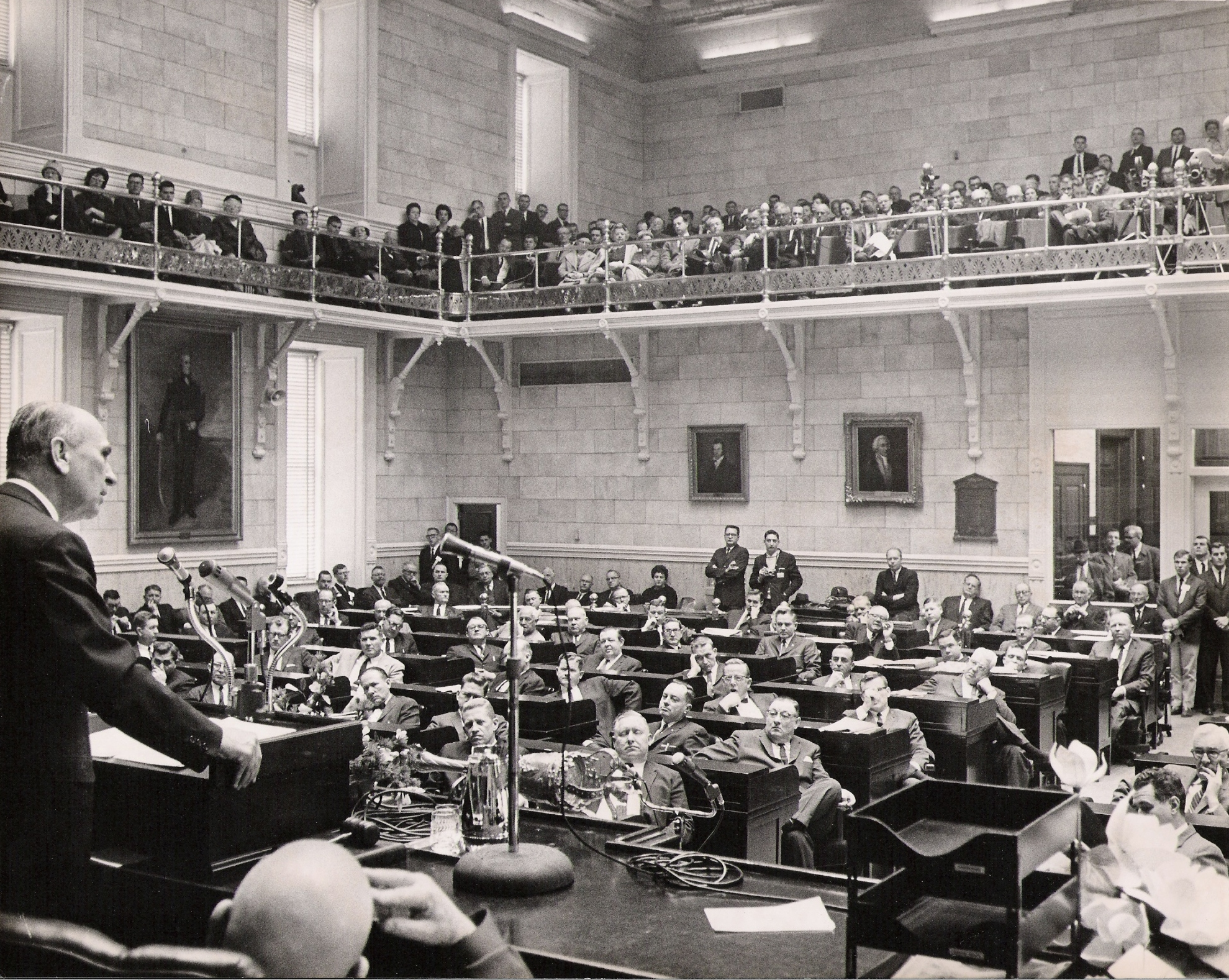
Сессия Ассамблеи Южной Каролины в 1964 году

В 1960-х Южную Каролину называли Самым глубоким штатом Глубокого Юга, но десегрегация прошла в штате мягче, чем в других штатах юга. Общество не признало насилия, как ранее не признало Ку-Клукс-Клан в 1920-х. Правительство проявило решительность и последовательность. В то же время чернокожие не стали творить насилия из-за расовых дискриминационных принципов. И чёрное и белое население старалось сохранить закон и порядок. В 1965 году Закон о правах голосующих отменил расовые барьеры на голосовании, и количество чернокожих голосующих увеличилось в несколько раз. В 1970 году чернокожие впервые после 1890-х попали в Ассамблею штата.
В конце 1960-х всё же произошло несколько вспышек насилия: столкновение студентов с полицией в феврале 1968 года, когда от огня полиции погибли три студента, и крупная забастовка чернокожих в Чарлстоне, где тоже начались беспорядки, но полиции удалось навести порядок. К концу десятилетия были десегрегированы последние школы. Белая общественность протестовала, но губернатор Макнейр занял жёсткую позицию против сегрегации, что повредило его репутации в некоторых регионах, а в 1970 оду он не был приглашён на съезд губернаторов Юга.
Борьба с сегрегацией привела к изменению политической ориентации штата: в 1964 году президент Линдон Джонсон подписал Закон о гражданских правах, который был раскритикован сенатором Голдуотером, кандидатом в президенты от Республиканской партии. Южнокаролинский сенатор Термонд в сентябре объявил, что покидает Демократическую партию и переходит в Республиканскую, после чего он начал агитацию за Голдуотера. В результате на президентских выборах 1964 года Южная Каролина впервые с 1876 года проголосовала за республиканца. В 1966 году впервые в истории штата появились республиканские кандидаты на административные должности.

### 1970-е годы
На губернаторских выборах 1970 года соревновались республиканец Альберт Уотсон и демократ Джон Уэст, но позиция Уотсона показалась избирателям слишком радикальной и они проголосовали за более умеренного Уэста. При нём в 1971 и 1972 годах были приняты 12 поправок к конституции, повысившие эффективность губернатора и изменившие систему судов. Поправки от 1973 года дали округам право самоуправления, выдачи лицензий и право взимания некоторых налогов. В целом к 1975 году городским элитам удалось реформировать общество и при этом сохранить порядок и стабильность. В последующие десятилетия губернаторы действовали в основном в интересах городских элит, а представители прежних сельских элит оставались в Ассамблее штата, но уже не доминировали в политике.
На губернаторских выборах 1974 года впервые за 99 лет победил республиканский кандидат, Джеймс Эдвардс, у которого были хорошие отношения с губернатором Калифорнии Рональдом Рейганом, и он поддерживал Рейгана на выборах 1976 года (в Южной Каролине на тех президентских выборах победил, однако, демократ Джимми Картер, который набрал 56,17 % голосов). Как губернатор, Эдвардс проявил себя слабо, в основном потому, что ему мешала легислатура, где доминировали демократы. В 1979 году он покинул пост губернатора, оставил политику и вернулся в хирургию.

### 1980-е годы
На губернаторских выборах 1978 года победил Ричард Райли, имевший репутацию реформатора. При нём была принята (легислатурой и референдумом) поправка, разрешающая губернатору избираться на второй срок, и он стал первым губернатором, отслужившим два срока: он был переизбран в ноябре 1982 года, набрав почти 70 % голосов и оставался на своём посту до 1987 года. В свой второй срок он сосредоточил усилия на реформе школьного образования. Ассамблея отклонила его предложения в 1983 году, но он обратился к населению и при поддержке общественности смог провести через легислатуру Закон об исправлении системы образования Южной Каролины, который стал известен как наиболее успешный образовательный проект. В будущем он стал образцом для реформ в образовании. Впоследствии, в 1992 году, уже при президенте Клинтоне, Рейли стал министром образования США.
На губернаторских выборах 1986 года победил республиканец Кэрролл Кэмпбелл, при котором штат переживал экономический спад. Губернатор принял решение не поднимать налогов, и вместо этого сокращал расходную часть бюджета. В сентябре 1989 года на Южную Каролину обрушился ураган Хьюго, который нанёс штату большие разрушения. Администрация губернатора координировала действия федеральный, штатных и частных организаций, что сформировало губернатору репутацию хорошего кризисного менеджера.

### 1990-е годы

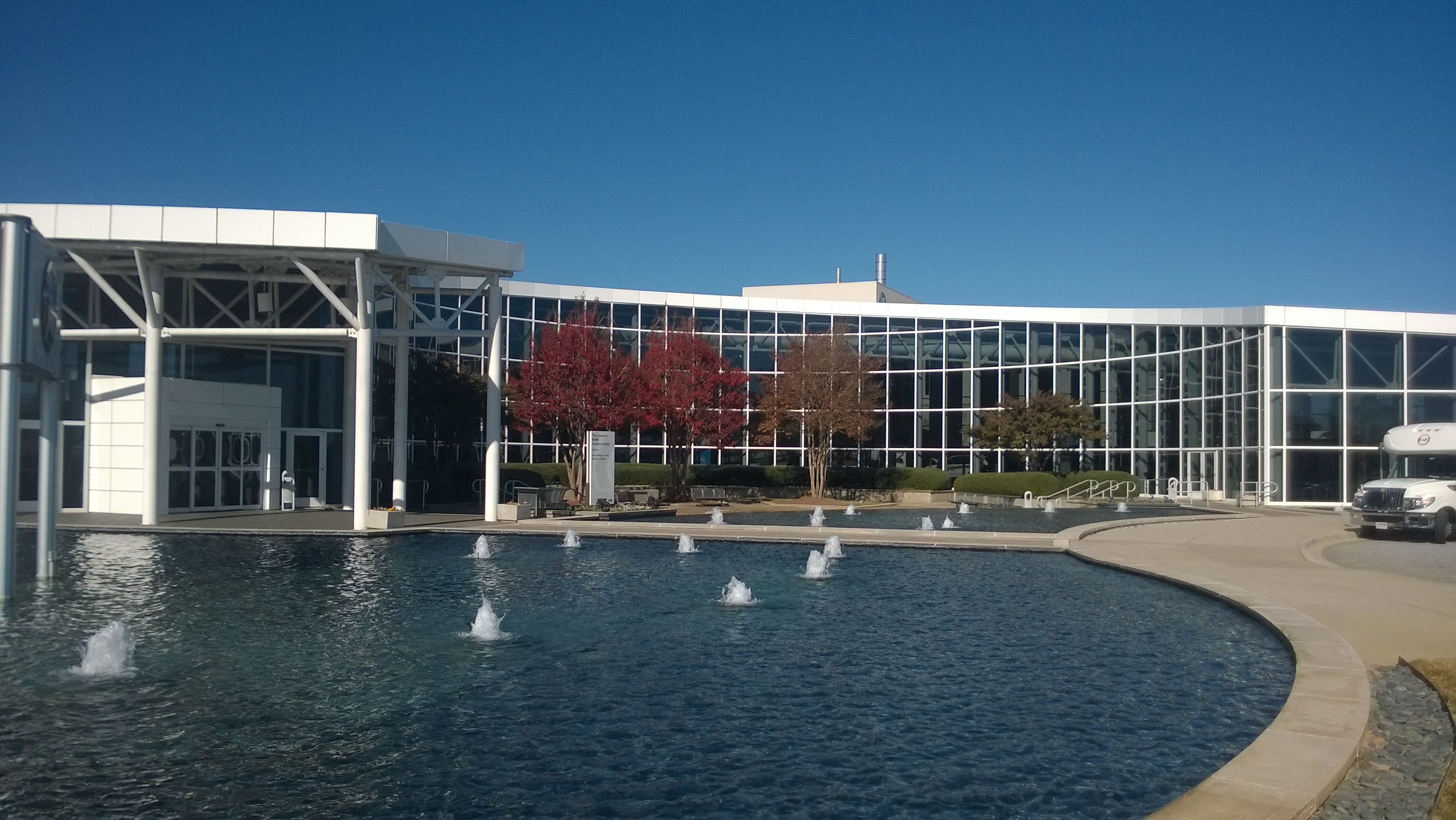
Завод BMW в Грире, открытый в 1994 году.

В 1990 году Южную Каролину потряс крупный коррупционный скандал. Весной подал в отставку президент Южнокаролинского университета, которого обвиняли в растрате бюджетных денег, а в июле федеральная прокуратура начала следствие по делу, известному как «Операция Лост-Траст». Под следствием оказались 17 членов Ассамблеи, окружной судья и множество иных должностных лиц, республиканцев и демократов, чёрных и белых, мужчин и женщин. Параллельно началось ещё несколько скандалов меньшего масштаба. Это было сильным потрясением для штата, который всегда гордился честностью своей администрации. Общество требовало реформ, и именно с этой программой Кэмпбелл в том же году пошёл на перевыборы. В 1991 году он создал комиссию, которая изучила опыт конституционных реформ в других штатах и предоставила губернатору отчёт. Он предполагал свести 145 агентств в 15 департаментов. Ассамблея не одобрила этого решение, но под давлением общественности в 1993 году слегка изменила систему правительства. Историк Уолтер Эдгар писал, что образовательная реформа 1980-х и административная реформа 1990-х прошли потому, что законодатели не смогли противодействовать общественному давлению, но и эта победа далась большими усилиями, и в основном благодаря скандалу 1990-го года.
На президентских выборах 1992 года в Южной Каролине победил Джордж Буш Старший, который получил 48,02 % голосов избирателей и все 8 голосов коллегии выборщиков
К 1994 году в Южной Каролине окончательно оформилась двухпартийная система. В этом году впервые с 1876 года республиканцы стали контролировать Ассамблею. В основном это было достигнуто усилиями губернатора Кэмпбелла, которому удалось переманить в свою партию часть некоторых демократов, в частности, Дэвида Бисли, который сменил партийность в 1991 году. Всего с 1993 по 1996 год 16 легислаторов-демократов покинули партию, ил них 14 перешли к республиканцам, а четверо стали независимыми депутатами.
В начале 1990-х годов немецкая автомобильная кампания BMW стала выбирать место для своего первого завода за пределами Германии, изучила 250 локаций по всему миру и в итоге в июне 1992 года выбрала город Грир в Южной Каролине. Такое решение было принято в основном из-за хороших образовательных программ в штате, хорошей системы железных дорог, автострад и глубоководных портов, которые давали удобный доступ к рынкам США и Европы. Завод заработал в 1994 году, начав выпускать автомобили серии 318i. На заводе были задействованы 4000 человек, и ещё 7200 работали на сопутствующих предприятиях по всему штату. К 2001 году объём инвестиций составил 1,9 миллиарда долларов.

## ХХI век

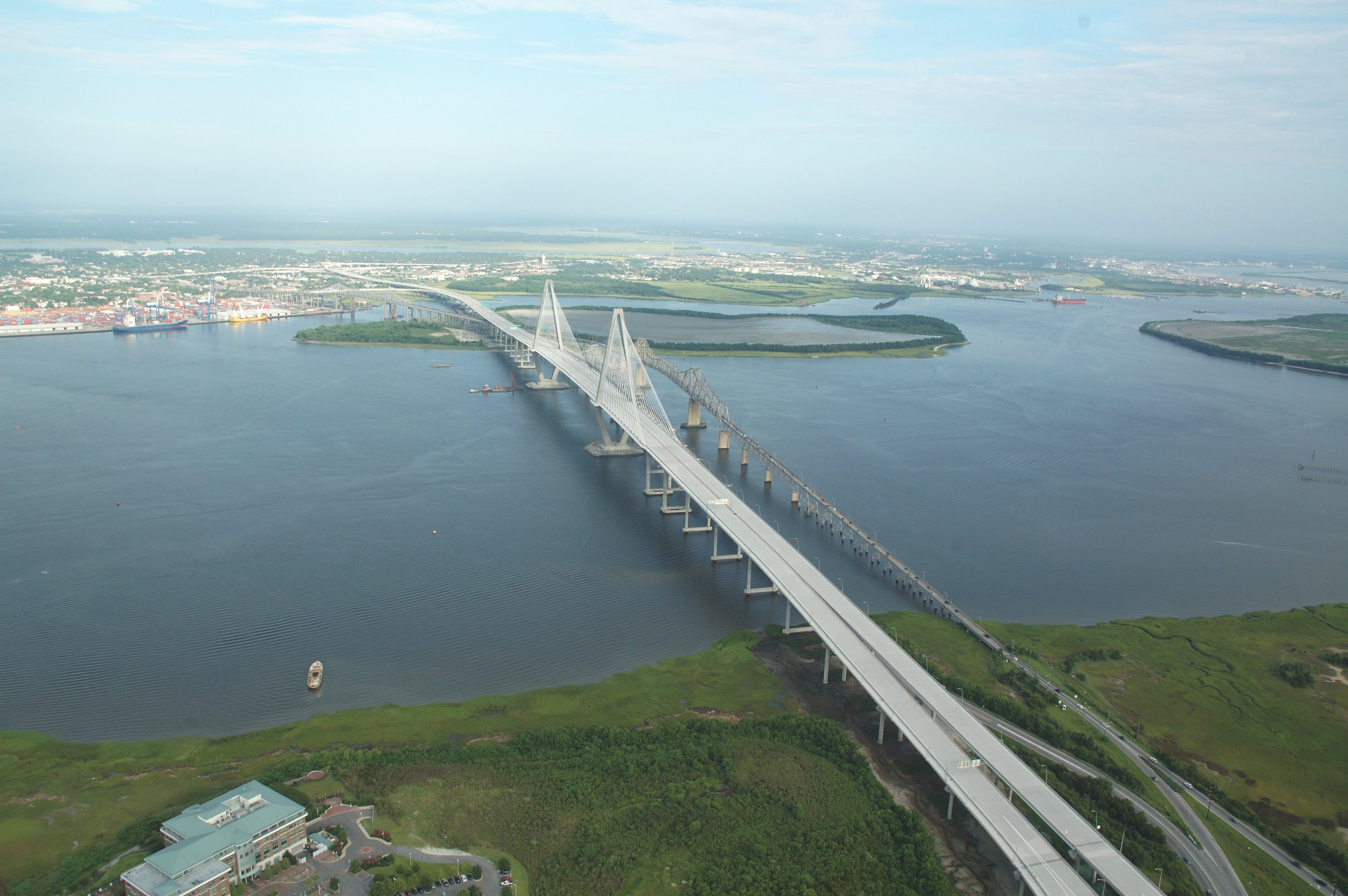
Мост Артура Рэвнела на реке Купер, построенный в 2005 году.

В 2000 году Южная Каролина имела население 4 012 012 человек и южнокаролинская коллегия выборщиков насчитывала 8 человек. На президентских выборах 2000 года Джордж Буш-Младший набрал 56,83 % голосов и победил, получив все 8 голосов выборщиков. В январе того года появились требования снять флаг Конфедерации с Капитолия штата. 12 апреля был принят закон, согласно которому флаг был снят и перемещён к памятнику погибшим солдатам Конфедерации. Президентские выборы проходили на фоне обсуждений проблемы флага, и каждого кандидата в президенты спрашивали про его отношение к флагу. Впоследствии этот вопрос всплывал на выборах 2004 и 2008 года. В мае того же года легислатура штата приняла Закон о южнокаролинском наследии, который запрещал демонтировать исторические памятники. Впоследствии этот закон обвиняли в неконституционности, но он оставался в силе. Губернатор Ходжес в эти годы в основном занимался улучшением систему школьного образования и боролся против ввоза радиоактивных отходов на территорию штата, но легислатуру контролировали республиканцы, и они блокировали многие его инициативы. На губернаторских выборах 2002 года Ходжеса победил республиканец Марк Сэндфорд.
Сэндфорду удалось усовершенствовать департамент транспортных средств, но попытка урезать налог на имущество и поднять налог на бензин не удалась: в 2004 году Ассамблея проголосовала против этого решения. Отношения с ассамблеей в целом были натянутыми: Сэнфорд наложил вето на некоторые бюджетные решения ассамблеи, но та легко преодолела вето. В 2006 году Сэнфорд был переизбран, но его отношения с Ассамблеей продолжали ухудшаться. Его второй срок был омрачён сексуальным скандалом, известным как «Исчезновение Марка Сэнфорда», когда выяснилось, что он изменял своей жене. Жена подала на развод, а репутация Сэнфорда была окончательно разрушена. Он покинул пост губернатора в 2011 году, а в 2013 был повторно выбран в Конгресс США.
В годы Сэнфорда Южная Каролина поддержала Джорджа Буша на президентских выборах 2004 года (он набрал 57,98 % голосов), а на выборах 2008 года голосовала за республиканского кандидата Джона Маккейна (53.87 % голосов).
В 2012 году Южная Каролина достигла численности населения 4 719 027 и её коллегия выборщиков увеличилась до 9 человек. На президентских выборах того года штат отдал большинство голосов (54,56 %) Митту Ромни.

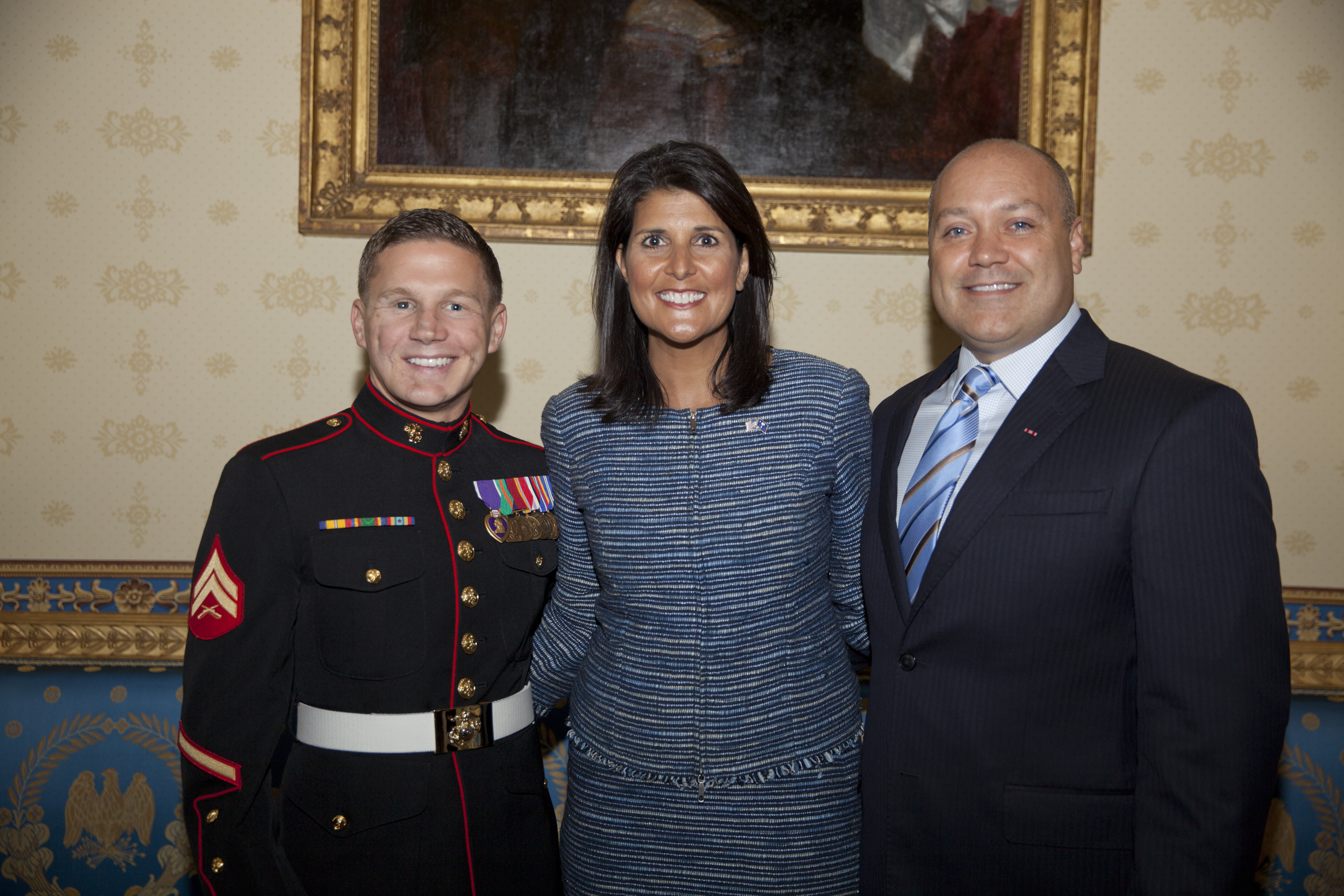
Никки Хейли и Уильям Карпентер в Вашингтоне, 2014 год.

В 2011 году новым губернатором штата стала Никки Хейли, первая женщина на посту губернатора и первый губернатор азиатского происхождения (она родилась в семье индусов-сикхов). Она обещала наладить гармоничные отношения с Ассамблеей, но ей это не удалось. Она 34 раза наложила вето на решения Ассамблеи, но та преодолела вето 25 раз. После двух лет борьбы ей удалось реорганизовать Бюджетную Комиссию (Budget and Control Board), но разногласия по остальным вопросам продолжались. При Хейли произошёл расстрел в чарлстонской церкви, и Хейли выступаа за смертную казнь для обвиняемого Дилана Руфа. Это событие привело к новой волне протестов против флага Конфедерации. Хейли не имела своего мнения по этому вопросу, но подержала протестующих и флаг был убран с территории Капитолия. Хейли поддерживала Митта Ромни на президентских выборах 2012 года и Марка Рубио на выборах 2016 года. В конце 2016 года Дональд Трамп назначил её послом в ООН и она подала в отставку с поста губернатора.
Поле отставки Хейли пост губернатора занял вице-губернатор, республиканец Генри Макмастер, который в 2018 году был избран на полный срок. При нём экономика штата была сильной и динамичной, ему удалось усовершенствовать систему школьного образования, сделать колледжи и университеты более доступными, а также он снизил налоги на малый бизнес. Когда в 2020 году началась пандемия COVID-19, губернатор принял продуманные, ограниченные и временные меры, а также заморозил все государственные расходы, что позволило экономике штата успешно пережить пандемию и выйти из неё с профицитом бюджета.
В том же 2020 году на президентских выборах штат поддержал Дональда Трампа, который получил 55,1 % голосов избирателей (при 43,4 % у Байдена) и ему достались все 9 голосов коллегии выборщиков. Сенатор-республиканец Линдси Грэм был переизбран на новый срок.

### Статьи
- Douglas T. Peck. Lucas Vásquez de Ayllón's Doomed Colony of San Miguel de Gualdape (англ.) // The Georgia Historical Quarterly. — Georgia Historical Society, 2001. — Vol. 85, iss. 2. — P. 183—198.